# Língua iuhupde
A língua iuhupde, ou língua iuhup, é falada por um povo indígena minoritário, chamado macu-iuhupde, habitante do noroeste da Amazônia brasileira, com algumas poucas comunidades também na Colômbia. Trata-se de uma língua totalmente preservada, apesar de serem bilíngües com o tucano e, boa parte, comunicar-se também em português, ainda que com limitação. Pertence à família linguística conhecida popularmente como “macu”, formada pelas línguas iuhupde, hup, dâw, nadëb, kakua e nukak, também chamada família puinave, macu-puinave, uaupés-japurás, nadahup, macu-oriental e, mais recentemente, de guaviare-japurá.
Tipicamente isolante, tonal e com uma grande incidência de glotalização e laringalização, a língua ihupde é fascinante e desafiadora. Fascinante por sua riqueza e desafiadora por sua complexidade. Apesar de totalmente preservada por seu povo, é uma língua carente de especial atenção por ser falada por uma etnia minoritária, com cerca de mil pessoas, classificada assim como língua ameaçada.

## Estudos
Os primeiros estudos da língua Yuhup foram feitos pelo casal de missionários americanos Daniel e Cheryl Jore, em 1975, produzindo como resultado da pesquisa inicial a Análise Preliminar da Língua Yahup (1980). Em 1986, o linguista colombiano Leonardo Reina, escreveu o primeiro trabalho acadêmico sobre esta língua, sua dissertação de mestrado "Análisis fonológico, lengua Yujupde-Makú, Amazonas", seguido pela brasileira Dalva Del Vigna que conclui seu mestrado com sua dissertação Segmentos Complexos da Língua Yuhup (1991). Aurise Brandão Lopes, que há mais de vinte anos vive na aldeia do Apapóris, tornando-se uma verdadeira benfeitora daquela aldeia, obtve seu mestrado em lingüística com a dissertação Fonologia Yuhup – Uma Análise Não-Linear em 1995. No mesmo ano, a colombiana Ana Maria Ospina Bozzi concluia seu mestrado com a dissertação "Morfología del verbo en la lengua Macú-Yujup" (1995), tendo pesquisado o grupo do território colombiano, onde também fez seu doutorado com a tese Les Strutures Élémentaires du Yuhup Makú – Langue de l'Amazonie Colombienne: Morphologie et Syntaxe (2002). Valteir Martins abordou a mesma língua em sua tese de doutorado Reconstrução Fonológica do Protomaku Oriental (2005) e, por fim, Cácio Silva e Elisângela Silva produziram a Análise Fonológica da Língua Yuhup (2007), "Fonologia e ortografia Yuhup" (2008) e o dicionário "A Língua dos Yuhupdeh", com mais de 3.200 entradas e quase 600 páginas, pela da Associação Pró-Amazônia, com base na ortografia desenvolvida a partir de 2007, usada desde então na produção de materiais didáticos e alfabetização na língua materna dos Yuhupdeh da região do Rio Tiquié, Alto Rio Negro.

## Fonologia
A língua iuhupde possui vinte e três fonemas consoantes, distribuídos em cinco pontos e igualmente cinco modos de articulação. Quanto à sonoridade, são nove fonemas surdos e quatorze sonoros. Nove fonemas sonoros se opõem pelo traço de glotalização, por apresentarem uma articulação glotálica adicional. Os segmentos vocálicos são em número de quinze, sendo nove orais e seis nasais.
Possui quatro tons, sendo dois de contorno (ascendente e descendente) e dois pontuais (alto e baixo). O tom baixo é mais fonético, enquanto o alto é gramatical. O tom ascendente é fonológico e o descendente é tanto fonológico como gramatical. Nos exemplos abaixo, o acento agudo indica tom descendente, enquanto a ausência de acento indica tom ascendente:
- nuh – “cabeça”
- núh – “tapioca”
- hoh – “moquear (defumar)”
- hóh – “canoa”

A parada glotal é muito produtiva na língua Yuhup, ocorrendo em diferentes ambientes. Mas pode ser mais facilmente notada no final de palavras, onde gera um grande número de pares mínimos. Nos exemplos abaixo a mesma é indicada pelo apóstrofo:
- yo – “cabana”
- yo’ – “vespa”
- tu – “embaixo, no chão”
- tu’ – “esteio”

A laringalização é resultante da glotalização de vogais ou consoantes, gerando uma articulação sussurrada em função da constrição das cordas vocais. É também muito produtiva, gerando pares mínimos em alguns ambientes. Nos exemplos abaixo é indicada pela inserção de duas vogais nos núcleos silábicos:
- yam – “aldeia”
- yaam – “onça”
- sák – “massa (de mandioca)”
- saák – “buriti (fruta)”

As vogais orais e nasais também geram uma grande quantidade de pares mínimos, como se pode observar nos exemplos abaixo, onde a nasalidade é indicada pelo til.
- oh – “avó”
- õh – “dormir”
- taw – “tipo de mel”
- tãw – “bater”

## Vocabulário
Alguns nomes de plantas e animais na língua iuhupde (Silva & Silva 2012)::362-395
| \| Yuhup \| Glosa \| Ver também \| \| --------------------------- \| ---------------------------------------------------------------------------------------------------------------------------------------------------------------------------------------------------------------------------------- \| ----------- \| \| dä́m \| penca \| \| \| dɨn \| tɨh dɨn: toco \| \| \| nów \| tɨh nów: galho \| \| \| noh-sug \| tɨh noh-sug: talo de fruta ou folha \| \| \| sán të́g ~ tëguh-tẽh \| vara \| \| \| soo \| tɨh soo: flor \| \| \| të́g \| tɨh të́g: tronco, caule \| \| \| tíh \| tɨh tíh: raiz \| \| \| túh \| carvão, fuligem \| \| \| wii’ ~ wiwii’ \| tɨhɨ wii’: galho \| Var. wiwii’ \| \| tëg-duuh \| árvore \| Var. tëguh \| \| baak të́g \| jupati, palmeira da família das arecáceas, Iriartella setigera \| \| \| babaa’ të́g \| ambaúba ou embaúva, árvore da família das moráceas, Cecropia sp. \| \| \| bööm të́g \| certo tipo de árvore, de cuja entrecasca se fazia tangas antigamente \| \| \| dëh-to’ të́g \| molongó, árvore típica de igapó, da família das apocináceas, Ambelania grandiflora \| \| \| dɨɨrɨ-të́g \| certa árvore chamada regionalmetne de “pau-brasil” \| \| \| hát të́g \| jacajacá, árvore usada na fabricação de canoa \| \| \| háy-wɨhɨt të́g \| sororoca, banana-brava, planta da família das strelitziáceas, Phenakospermum guyannense \| \| \| hohoh të́g \| cururu, árvore usada na fabricação de canoa \| \| \| kaaj-wɨ́m të́g \| certo tipo de árvore \| \| \| me’ të́g \| carajuru, planta cujas folhas produzem uma tinta vermelha, usada para untar o rosto quando misturada com urucu, família das bignoniáces, Arrabidaea chica \| \| \| mɨɨ’-yé’-ag të́g \| certo tipo de árvore \| \| \| moç tëg \| taxi, nome dado a várias árvores da família das cesalpinoídeas, possivelmente Tachigali sp. \| \| \| móm-suk të́g \| certo tipo de árvore muito usada na fabricação de cabos de machado \| \| \| mot të́g \| sorveira, nome dado a várias ávores da família das apocináceas, Couma sp., das quais se extrai um látex branco \| \| \| pahah të́g \| certo tipo de árvore, conhecida regionalmente como caranaí-do-rio \| \| \| pä́ç të́g \| pequiarana, certo tipo de árvore cuja fruta serve de timbó e seus espinhos eram usados antigamente na confecção de adornos corporais, família das cariocaráceas, Caryocar glabrum \| \| \| píj të́g \| tento, certo tipo de árvore cujas sementes são usadas na fabricação de artesanatos, planta da família das caesalpinioídeas, Batesia floribunda \| \| \| póy-keét të́g ~ móy-keét të́g \| caranã, palmeira da família das arecáceas, Mauritia sp., cujas folhas são as mais usadas regionalmente na cobertura de casas \| \| \| saa’ të́g \| turi, certo tipo de árvore cujo caule era antigamente usado para fazer tochas, família das rosáceas, Licania turiuva \| \| \| saaj të́g \| pino-pino, certo tipo de urtiga, muito usada em benzimentos de cura \| \| \| saay-saa’ \| certo tipo de turi, árvore usada antigamente para fazer tochas \| \| \| sawi-kɨ të́g \| minatua, certo tipo de árvore usada na fabricação de canoa e remo \| \| \| sẽéç të́g \| jebari \| \| \| see të́g ~ sẽéh të́g \| envira, nome dado a várias árvores da família das anonáceas, Xylopia sp., cuja casca é muito resistente e usada como suporte de aturá \| \| \| sík-saa’ \| certo tipo de turi, árvore usada antigamente para fazer tochas \| \| \| sɨɨh të́g \| certo tipo de árvore \| \| \| sokät-hṍp të́g \| tipo de lourinho, árvore usada na fabricação de canoa \| \| \| sop të́g \| certo tipo de árvore muito usada como caibros \| \| \| sop-të́g-keét-tɨh-wä́ät \| certo tipo de árvore muito usada como caibros \| \| \| sõy’-baah të́g \| certo tipo de árvore muito usada para fazer peconha \| \| \| ták të́g \| seringueira, nome dado a várias árvores da família das euforbiáceas, Hevea sp., das quais se extrai a seringa \| \| \| tõk-ag të́g \| certo tipo de árvore \| \| \| wah-naw të́g \| certo tipo de árvore usada na fabricação de remo \| \| \| we të́g \| certo tipo de árvore usada na fabricação de canoa e remo \| \| \| wɨ́h të́g \| tipo de envirão, madeira muito usada como travessão de casas \| \| \| wɨhɨ’ të́g \| arumã, nome dado a várias plantas arbustivas da família das marantáceas, como a Ischnosiphon ovatus. Das suas hastes são extraídas resistentes fibras para a fabricação de vários artefatos como tipiti, peneiras, cestos e outros \| \| \| wɨɨhɨ të́g \| acariquara, árvore da família das olacáceas, Minquartia guianensis, muito usada para esteios de casa, considerada regionalmente como a madeira mais resistente da Amazônia \| \| \| wṍh të́g \| breu, nome dado a várias árvores da família das burseráceas, Protium sp., das quais se extrai uma resina usada para calafetar canoa e defumar a comunidade em rituais xamânicos \| \| \| wúk të́g \| samaúma, algodão. Nome dado a várias árvores da família das bombacáceas, Ceiba pentandra \| \| \| yãam-saa’ \| certo tipo de turi, árvore usada antigamente para fazer tochas \| \| \| yag-duum të́g \| certo tipo de árvore usada na fabricação de canoa \| \| \| yũhum të́g \| abacatirana, árvore usada na fabricação de canoa \| \| \| bän të́g \| inajazeiro, nome dado a várias palmeiras da família das arecáceas, Maximiliana regia \| \| \| böö́h të́g \| buçu, palmeira da família das arecáceas, Manicaria saccifera, cujas folhas são muito usadas para cobrir casas \| \| \| kääh-ag të́g \| certo tipo de açaizeiro da caatinga \| \| \| kerag të́g ~ keén të́g \| açaizeiro, palmeira da família das arecáceas, Euterpe sp. \| \| \| kuku të́g \| coqueiro-da-baía \| \| \| mét-wím të́g \| certo tipo de bacaba \| \| \| mún të́g \| certo tipo de paxiúba, conhecida regionalmente como paxiúba-barriguda \| \| \| púp të́g \| paxiúba, palmeira da família das arecáceas, Socratea exorrhiza, muito utilizada na construção de casas (ripas, paredes, jirau), por ter uma estipe muito resistente \| \| \| sɨɨp të́g \| tucum, palmeira da família das arecáceas, Astrocaryum vulgare, de cujas folhas se extrai fibras usadas na região para a fabricação de grande variedade de objetos, como abano, corda e cestos \| \| \| sɨɨp-ag të́g \| tucumã, palmeira da família das arecáceas, Astrocaryum aculeatum, cuja fruta é muito cobiçada na região \| \| \| sɨɨ́w të́g \| pupunzeiro, palmeira da família das arecáceas, Bactris gasipaes \| \| \| wah të́g \| patauá, palmeira da família das arecáceas, Oenocarpus bataua \| \| \| wím të́g \| bacabeira, palmeira da família das arecáceas, Oenocarpus sp. \| \| \| út të́g \| espinheiro \| \| \| bög-út sán \| certo tipo de espinheiro \| \| \| börarö-út të́g \| certo tipo de espinheiro \| \| \| dë́h-sɨɨp të́g \| certo tipo de espinheiro \| \| \| dë́h-út të́g \| certo tipo de espinheiro \| \| \| hṍp-sɨɨw të́g \| certo tipo de espinheiro \| \| \| pahah-të́g-út \| certo tipo de espinheiro \| \| \| púj të́g \| certo tipo de espinheiro \| \| \| siripi tɨt \| jacitara, certo tipo de cipó espinhoso, usado para fazer tipiti, típico de beira-rio \| \| \| siripi-út tɨt \| jacitara, certo tipo de cipó espinhoso, usado para fazer tipiti, típico de beira-rio, plameira trepadeira da família das arecáceas, Desmoncus polyacanthos \| \| \| ut-tɨt-wáh \| certo tipo de espinheiro \| \| \| ut-wáh të́g \| certo tipo de espinheiro \| \| \| ut-yí të́g \| certo tipo de espinheiro \| \| \| yum \| cipó \| \| \| dëh-yá-yum tɨt \| certo tipo de cipó \| \| \| duúç tɨt \| 1. timbó, cipó da família das papilionoídeas, Derris spp.; 2. nome genérico para os vários cipós venenosos das famílias papalionídeas e sapindáceas, usados para capturar peixes através da intoxicação \| \| \| mohóy-yë́w-yum tɨt \| cipó usado na confeção de aturá \| \| \| mohóy-yum tɨt \| certo tipo de cipó \| \| \| níw’-wáh \| certo tipo de cipó venenoso, usado para fazer curare \| \| \| pöj tɨt \| cipó grosso, usado para o acabamento do aturá \| \| \| tɨrɨ-níw’ \| certo tipo de cipó venenoso, usado para fazer curare \| \| \| wä́k-yum tɨt \| certo tipo de cipó \| \| \| wë́k \| uambé \| \| \| yák-duum \| certo tipo de cipó, cujo caule era usado antigamente para produzir fogo através de fricção \| \| \| yä́k-yé’-tɨt-yum tɨt \| certo tipo de cipó \| \| \| yum tɨt \| 1. cipó-titica, planta da família das aráceas, Heteropsis sp.; 2. nome genérico para cipó \| \| \| yum-hup tɨt \| cipó usado na confeção de aturá \| \| \| yum-tɨt-wáh tɨt \| certo tipo de cipó \| \| \| ag \| fruta \| \| \| tɨh sán \| vegetais em forma de moita, touceira \| \| \| báç \| fruta do mato, típica de capoeira \| \| \| kám \| taiá, taioba, nome dado a vários tubérculos da família das aráceas, Xanthosoma sp. \| \| \| kiwí’ ~ wí’ \| bico-de-guará, nome dado a várias plantas da família das heliconiáceas, Heliconia sp., que produzem um rizoma usado na fermanetação do caxiri \| \| \| kõom \| fruta do mato \| \| \| nég-tëg \| nome genérico para canas-de-açúcar, plantas da família das poáceas, como a Saccharum officinarum \| \| \| tɨm \| fruta cultivada \| \| \| wí’ ~ kiwí’ \| bico-de-guará, nome dado a várias plantas da família das heliconiáceas, Heliconia sp., que produzem um rizoma usado na fermanetação do caxiri \| \| \| yóy \| 1. abacaxi, fruta cultivada, nome dado aos vários tipos de plantas da família das bromeliácea, Ananas sp.; 2. nome genérico para toda variedade de abacaxi \| \| \| tɨh të́g \| vegetais com tronco, caule lenhoso \| \| \| baag-nów \| tipo de vapixuna do mato \| \| \| baah-ag \| fruta do mato, típica de igapó e beira-rio \| \| \| bäähä-naáç-ag \| fruta do mato, típica de igapó \| \| \| bäbäg \| 1. cubiu ou cúbio, nome dado a várias frutas do mato, algumas também cultivadas na roça, da família das solanáceas, Solanum sp.; 2. termo genérico para os vários tipos de cubiu \| \| \| bäbäg-sɨɨh \| tipo de cubiu do mato, também cultivado na roça \| \| \| bääh \| cumá, fruta da caatinga, da família das apocináceas, Couna sp. \| \| \| bän \| inajá, fruta do mato, palmeira da família das arecáceas, Maximiliana regia \| \| \| be \| certo tipo de fruta do mato \| \| \| boó’-ag \| certo tipo de fruta cultivada \| \| \| boók-ag \| fruta do mato, típica de igapó, não comestível \| \| \| bookáh-tööy \| certo tipo de fruta do mato \| \| \| boót-yë́h \| certo tipo de fruta do mato \| \| \| böbööh-ag-tëg-wáh \| certo tipo de fruta do mato \| \| \| böhuk \| cupuí, fruta do mato típica de igapó, semelhante ao cupuaçu e ao cacau silvestre, planta da família das sterculiáceas, Theobroma subincanum \| \| \| böhuk-pö́g \| cupuaçu, fruta cultivada na roça e na comunidade, planta da família das esterculiáceas, Theobroma grandiflorum \| \| \| bööm-ag \| fruta do mato, típica de igapó \| \| \| böö́y-dö́g \| tipo de vapixuna do mato \| \| \| böy \| certo tipo de fruta do mato \| \| \| búrukah \| certo tipo de fruta do mato \| \| \| buuk \| certo tipo de fruta do mato \| \| \| dë’ \| certo tipo de fruta do mato \| \| \| dë́h-bɨɨm \| fruta do mato, parecida com fruta-pão, típica de igapó \| \| \| dë́h-daán \| jenipapo, fruta típica de igapó, planta da família das rubiáceas, Genipa americana \| \| \| dë́h-dö́g \| tipo de vapixuna, típica de beira-rio \| \| \| dë́h-mín \| fruta do mato, típica de beira-rio \| \| \| dë́h-péj \| tipo de umari, típico de beira-rio \| \| \| dë́h-pup-mín \| tipo de ingá, típico de igapó \| \| \| dë́h-síp \| tipo de beribá, típico de igapó \| \| \| dɨɨw \| caranaí, fruta do mato típica de chavascal, palmeira da família das arecáceas, Mauritiella aculeata \| \| \| dooko-wä́n \| certo tipo de fruta do mato \| \| \| dö́g \| vapixuna, fruta do mato, nome dado a várias plantas da família das burceráceas, Protium sp. \| \| \| dööm-yö’ \| tipo de vapixuna do mato \| \| \| duúh \| fruta do mato, típica de caranazal \| \| \| ë́n’-ag \| fruta do mato, típica de igapó e beira-rio \| \| \| hat-daap-të́g-ag \| fruta do mato, típica de igapó \| \| \| háy-wah-naw \| certo tipo de abiu, fruta do mato típica de caatinga \| \| \| háy-yãham \| certo tipo de caju do mato \| \| \| hä́w \| urucu, fruta cultivada na roça e na comunidade, planta da família das bixáceas, Bixa orellana \| \| \| hén \| abiuarana, fruta do mato, planta da família das sapotáceas, Pouteria freitasii \| \| \| hene-wuk \| certo tipo de fruta do mato \| \| \| hĩ́yah \| certo tipo de fruta cultivada \| \| \| hɨyɨ’ \| cucura, fruta cultivada na roça e na comunidade, planta da família das cecropiáceas, Pourouma cecropiaefolia \| \| \| hohoh-dö́g \| tipo de vapixuna do mato \| \| \| hohoh-pë́n \| certo tipo de fruta do mato \| \| \| hṍp-hä́w \| tipo de urucu do mato, típico de beira-rio \| \| \| hṍp-kow-ag \| fruta do mato, típica de igapó e beira-rio \| \| \| hṍp-yãham \| certo tipo de caju do mato \| \| \| hóy’ \| macuri, fruta do mato, típica de igapó \| \| \| hũ-mɨ́h \| certo tipo de fruta do mato \| \| \| húy \| certo tipo de fruta do mato \| \| \| kääh-ag \| açaí do mato, fruta típica da caatinga \| \| \| kerag \| açaí, fruta cultivada, palmeira da família das arecáceas, Euterpe sp. [morf. keén ag] \| \| \| kɨç \| fruta do mato, típica de igapó \| \| \| kṍn \| certo tipo de jebari, fruta do mato \| \| \| koog-yãham \| certo tipo de fruta do mato \| \| \| koog-yé’-ag \| certo tipo de fruta do mato, típica de igapó \| \| \| koogo’-põh \| tipo de cucura, típica de mata e capoeira \| \| \| koh \| jutaí, jatobá, fruta do mato, nome dado a várias plantas da das cesalpinoídeas, Hymenaea sp. \| \| \| köögö’-põh \| certo tipo cucura, fruta do mato \| \| \| kuku \| coco-da-baía, fruta cultivada \| \| \| kukuy-mín \| certo tipo de ingá do mato \| \| \| mamáw \| 1. mamão, fruta cultivada, planta da família das caricáceas, Carica papaya; 2. nome genérico para todo tipo de mamão \| \| \| meeh-pö́g-mín \| tipo de ingá do mato, não comestível, típico de igapó \| \| \| mét-wím \| certo tipo de fruta do mato \| \| \| mín \| ingá-cumprido, fruta cultivada, nome dado a várias plantas da família das mimosóideas, Inga spp. \| \| \| míh-nuh \| certo tipo de fruta do mato \| \| \| mín-dö́g \| tipo de vapixuna do mato \| \| \| mini’-pë \| tipo de ingá cultivado \| \| \| mɨhɨ’-bö \| certo tipo de fruta do mato \| \| \| mɨ́h \| ucuqui, fruta do mato, planta da família das sapotáceas, Pouteria ucuqui \| \| \| mɨ́h-wah-naw \| tipo de ucuqui, conhecido regionalmente como ucuqui-de-abiu \| \| \| móh-siím-döw \| certo tipo de fruta do mato \| \| \| mot \| fruta de sorva, típica da caatinga, nome dado a pelo menos quatro variedades \| \| \| muu’-péj \| tipo de umari, típico de mata virgem \| \| \| muy-ag \| fruta do mato, típica de igapó e beira-rio \| \| \| noho-nuh-wẽs \| certo tipo de fruta do mato \| \| \| nohon \| certo tipo de fruta do mato \| \| \| nohon-wẽs \| certo tipo de fruta do mato \| \| \| nón \| certo tipo de fruta do mato \| \| \| now-kõs \| certo tipo de fruta do mato \| \| \| ó’-mín \| tipo de ingá do mato, típico de igapó \| \| \| öh-mín \| tipo de ingá, típico de igapó \| \| \| pãhay \| certo tipo de fruta do mato \| \| \| pãn-täg-baáh \| tipo de vapixuna do mato \| \| \| pã́w \| fruta-pão, fruta cultivada \| \| \| péj \| umari, fruta cultivada, planta da família das icacináceas, Poraqueiba sericea \| \| \| péj-daap-mín \| tipo de ingá do mato \| \| \| pë́n \| cunuri, fruta do mato, típica de igapó, planta da família das euforbiáceas, Cunuria spruceana \| \| \| pë́n-siín \| certo tipo de fruta do mato \| \| \| pɨ̃gɨ’ \| tipo de cucura, fruta do mato típica de caatinga e capoeira \| \| \| píj \| cabari, planta da família das papilionoídeas, Clathrotropis macrocarpa \| \| \| pip \| certo tipo de fruta do mato \| \| \| póy-ag \| certo tipo de fruta do mato \| \| \| pu’-pö́g \| certo tipo de fruta do mato \| \| \| púg \| certo tipo de fruta do mato \| \| \| puhu \| tipo de cucura, típica de igarapé e capoeira \| \| \| saa’-ag \| certo tipo de fruta do mato \| \| \| saa’-ag-pö́g \| certo tipo de fruta do mato \| \| \| saa’-úç \| fruta de sorva, típica da caatinga \| \| \| saák \| buriti, fruta do mato típica da beira de rio e chavascal, palmeira da família das arecáceas, Mauritia flexuosa \| \| \| sáp-ag \| tipo de cucura do mato, cujas folhas são usadas para lixar remos, zarabatanas e fechas \| \| \| sän \| certo tipo de fruta do mato \| \| \| sẽéç \| tipo de jebari, fruta do mato \| \| \| sík \| umiri, fruta do mato, planta da família das humiriáceas, Humiria floribunda \| \| \| síp \| beribá, fruta cultivada, planta da família das anonáceas, Annona lanceolata \| \| \| síp-pih \| tipo de vapixuna do mato \| \| \| sɨ́g \| fruta do mato, típica de igapó \| \| \| sɨ́g-pö́g \| certo tipo de fruta do mato \| \| \| sɨɨp \| tucum, fruta do mato típica de capoeira, palmeira da família das arecáceas, Astrocaryum vulgare \| \| \| sɨɨp-ag \| tucumã, fruta cultivada, palmeira da família das arecáceas, Astrocaryum aculeatum \| \| \| sɨɨ́w \| pupunha, fruta cultivada, palmeira da família das arecáceas, Bactris gasipaes \| \| \| sɨsɨɨm’-mín \| tipo de ingá do mato \| \| \| soy \| certo tipo de fruta do mato \| \| \| sug \| fruta do mato, típica de igapó \| \| \| sũuy’-book-kä’ \| fruta do mato, típica de igapó \| \| \| tɨw \| 1. castanha-do-pará, fruta cultivada, planta da família das lecitidáceas, Bertholletia excelsa; 2. nome genérico para todo tipo de castanha, como a Lecythis sp., da família das lecitidáceas \| \| \| tãh \| fruta do mato, típica de igapó \| \| \| táh-kɨç \| certo tipo de fruta do mato \| \| \| táh-túy \| certo tipo de fruta do mato \| \| \| ták-ag \| fruta de seringa, nome dado às várias seringueiras da família das euforbiáceas, Hevea sp. \| \| \| tɨ’ɨp-nɨh-mín \| fruta do mato, típica de igapó \| \| \| tów-saa’-ag \| certo tipo de fruta do mato \| \| \| tów-saa’-ag-pö́g \| certo tipo de fruta do mato \| \| \| tóy-mín \| tipo de ingá do mato \| \| \| tṹ’-ag \| certo tipo de fruta do mato \| \| \| tṹ’-ag-pö́g \| certo tipo de fruta do mato \| \| \| túg-mín \| tipo de ingá do mato \| \| \| túm \| fruta do mato, típica de igapó \| \| \| ũj-hũy-pö́g \| certo tipo de fruta cultivada \| \| \| út-keét-sän \| certo tipo de fruta do mato \| \| \| waas \| fruta do mato, típica de igapó \| \| \| waç-hén \| fruta do mato, típica de igapó \| \| \| wah \| patauá, fruta do mato, palmeira da família das arecáceas, Oenocarpus bataua \| \| \| wah-naw \| abiu ou abio, fruta cultivada, planta da família das sapotáceas, Lucuma sp. \| \| \| wak \| japurá, fruta do mato, típica de igapó, cuja castanha é usada como tempero de peixe; fruta da família das voquisiáceas, Erisma japura \| \| \| wak-pö́g \| tipo de japurá do mato \| \| \| wäg-book-mín \| tipo de ingá do mato \| \| \| wä́k-pej \| tipo de umari do mato, típico de caatinga \| \| \| wä́än \| certo tipo de fruta do mato \| \| \| wẽh \| certo tipo de fruta do mato \| \| \| wẽh-kow-ag \| fruta do mato, típica de igapó e beira-rio \| \| \| wẽh-pë́n \| fruta do mato, típica de igapó e beira-rio \| \| \| wë́t-pu’ \| certo tipo de fruta do mato \| \| \| wím \| bacaba, fruta do mato típica de capoeira, palmeira da família das arecáceas, Oenocarpus bacaba \| \| \| wɨhɨt \| 1. banana, fruta cultivada, planta da família das musáceas, Musa sp.; 2. nome genérico para as diferentes variedades de banana \| \| \| wohot-mín \| fruta do mato, típica de beira-rio \| \| \| wöh-pë’ \| fruta do mato, típica de igapó \| \| \| yãam-koh \| fruta do mato, típica de igapó \| \| \| yãh \| vacu ou uacu, fruta do mato, árvore da família da papilionoídeas, Monopteryx uaucu \| \| \| yãham \| 1. caju, fruta cultivada, planta da família das anacardiáceas, Anacardium sp.; 2. nome genérico para as diferentes variedades de caju \| \| \| yák-mín \| tipo de ingá do mato \| \| \| yã́n \| fruta do mato, típica de igapó \| \| \| yäyäh-mín \| tipo de ingá, típico de beira-rio \| \| \| yé’-tũ’ \| certo tipo de fruta do mato \| \| \| yák-dëhë-kɨt-ag \| fruta do mato, típica de igapó \| \| \| yok-mín \| fruta do mato, típica de igapó \| \| \| yón’ \| tipo de cucura do mato \| \| \| yũhum \| abacate, fruta cultivada, planta da família das lauráceas, Persea americana \| \| \| tɨh tɨt \| vegetais em forma de rama, fibra ou fo \| \| \| boó’-wén \| tipo de jerimum ou abóbora cultivada \| \| \| burukuya \| 1. maracujá silvestre, típico de igapó, planta da família das passiforáceas, Passiflora acuminata; 2. nome genérico para as diferentes variedades de maracujá \| \| \| yöög-koh \| fruta do mato, típica de igapó \| \| \| dööpö-si’ \| fruta do mato, típica de igapó \| \| \| isah \| certo tipo de fruta do mato \| \| \| kököh-tẽh \| fruta do mato, típica de beira-rio \| \| \| köög-pup-dëh-ag \| fruta do mato, típica de igapó \| \| \| köröh \| fruta do mato, típica de igapó \| \| \| maag \| certo tipo de fruta do mato \| \| \| masara-döwah \| maçaranduba, fruta do mato típica de igapó \| \| \| mét-boó’ \| certo tipo de fruta cultivada \| \| \| mét-ho \| certo tipo de fruta cultivada \| \| \| móç \| certo tipo de fruta do mato \| \| \| mohóy-täbä́g-ag \| fruta do mato, típica de igapó \| \| \| nuuh \| certo tipo de fruta do mato \| \| \| sãah \| cará, trepadeira cultivada, planta da família das dioscoreáceas, Dioscorea sp. \| \| \| sisií’ \| fruta do mato, típica de igapó \| \| \| waç-nuh-täç \| certo tipo de fruta do mato \| \| \| wääm-wah-naw \| fruta do mato, típica de igapó \| \| \| wéw-däg \| fruta do mato, típica de igapó \| \| \| wiwíg-täbäg-sõk-ag \| fruta do mato, típica de igapó \| \| \| wṍn \| certo tipo de fruta do mato \| \| \| yãam-nɨg’ \| certo tipo de fruta do mato \| \| \| yák-sũúj \| certo tipo de fruta do mato \| \| \| yöwö’-kuy \| certo tipo de fruta do mato \| \| \| tɨh tíg \| vegetais em forma de vara, que não engrossa \| \| \| kow \| pimenta, fruta cultivada, nome genérico dado às várias plantas da família das solanáceas, Capsicum sp. \| \| \| yak-to’ \| mandioca, planta da família das euforbiáceas, Manihot spp. \| \| \| tɨh de \| tubérculos de rama, como a batata \| \| \| hat-típ-kám \| certo tipo de taiá cultivado \| V. kám \| \| kám \| taiá, taioba, nome dado a vários tubérculos da família das Araceae, Xanthosoma sp. \| \| \| koog-sãah \| certo tipo de cará cultivado \| \| \| mét-ho \| certo tipo de cará cultivado \| V. sãah \| \| sãah \| cará, nome dados a vários tubérculos da família das Dioscoreaceae, Dioscorea sp. \| \| \| yo’ \| batata, nome genérico para as diversas variedades de batatas \| \| \| yo’-kääh \| batata-doce, tubérculo da família das convolvuláceas, Ipomoea batatas \| \| \| ëh-ë́w \| tubérculo típico de mata virgem \| \| \| min tɨt \| tubérculo do mato \| \| \| pẽ́h-sãah \| tipo de cará, típico de mata virgem \| \| \| út-sãah \| tipo de cará do mato, mas também cultivado na roça \| \| \| wäk-sãah \| tipo de cará, típico da caatinga \| \| \| tɨh to’ \| tubérculos de caule, como a mandioca \| \| \| yak-tíg-yṍh \| certo tipo de tubérculo cultivado muito parecido com mandioca \| \| \| yak-to’ \| 1. mandioca, planta da família das euforbiáceas, Manihot spp.; 2. nome genérico para todas as variedades de mandioca \| \| \| yak-to’-wen \| macaxeira, aipim ou mandioca mansa, planta da família das euforbiáceas, Manihot aypi \| \| \| yṹm \| plantação, planta cultivada \| \| \| bäbäg \| cubiu \| \| \| bäw \| fruta cultivada conhecida regionalmente como jebari, jaburu ou ainda dabaru \| \| \| hɨyɨ’ \| cucura \| \| \| hökö’ \| milho, planta da família das poáceas, Zea mays \| \| \| kám \| taiá \| \| \| kerag-yṹm të́g \| certo tipo de açaizeiro cultivado \| \| \| kiwi’-pög \| certo tipo de planta cultivada \| \| \| kiwi’-sɨɨp \| certo tipo de planta cultivada \| \| \| kow \| pimenta \| \| \| mín \| ingá \| \| \| neg-tëg \| cana-de-açúcar \| \| \| sãah \| cará \| \| \| sɨɨw \| pupunha \| \| \| sɨɨw-saa \| tipo de pupunha \| \| \| sɨɨw-yo’ \| tipo de pupunha \| \| \| soho tíg \| ipadu, coca \| \| \| wah-naw \| abiu \| \| \| wɨhɨt \| banana \| \| \| yo’ \| batata \| \| \| yóy \| abacaxi \| \| | |             |
| Yuhup | Glosa | Ver também  |
| dä́m | penca |             |
| dɨn | tɨh dɨn: toco |             |
| nów | tɨh nów: galho |             |
| noh-sug | tɨh noh-sug: talo de fruta ou folha |             |
| sán të́g ~ tëguh-tẽh | vara |             |
| soo | tɨh soo: flor |             |
| të́g | tɨh të́g: tronco, caule |             |
| tíh | tɨh tíh: raiz |             |
| túh | carvão, fuligem |             |
| wii’ ~ wiwii’ | tɨhɨ wii’: galho | Var. wiwii’ |
| tëg-duuh | árvore | Var. tëguh  |
| baak të́g | jupati, palmeira da família das arecáceas, Iriartella setigera |             |
| babaa’ të́g | ambaúba ou embaúva, árvore da família das moráceas, Cecropia sp. |             |
| bööm të́g | certo tipo de árvore, de cuja entrecasca se fazia tangas antigamente |             |
| dëh-to’ të́g | molongó, árvore típica de igapó, da família das apocináceas, Ambelania grandiflora |             |
| dɨɨrɨ-të́g | certa árvore chamada regionalmetne de “pau-brasil” |             |
| hát të́g | jacajacá, árvore usada na fabricação de canoa |             |
| háy-wɨhɨt të́g | sororoca, banana-brava, planta da família das strelitziáceas, Phenakospermum guyannense |             |
| hohoh të́g | cururu, árvore usada na fabricação de canoa |             |
| kaaj-wɨ́m të́g | certo tipo de árvore |             |
| me’ të́g | carajuru, planta cujas folhas produzem uma tinta vermelha, usada para untar o rosto quando misturada com urucu, família das bignoniáces, Arrabidaea chica                                                                          |             |
| mɨɨ’-yé’-ag të́g | certo tipo de árvore |             |
| moç tëg | taxi, nome dado a várias árvores da família das cesalpinoídeas, possivelmente Tachigali sp. |             |
| móm-suk të́g | certo tipo de árvore muito usada na fabricação de cabos de machado |             |
| mot të́g | sorveira, nome dado a várias ávores da família das apocináceas, Couma sp., das quais se extrai um látex branco |             |
| pahah të́g | certo tipo de árvore, conhecida regionalmente como caranaí-do-rio |             |
| pä́ç të́g | pequiarana, certo tipo de árvore cuja fruta serve de timbó e seus espinhos eram usados antigamente na confecção de adornos corporais, família das cariocaráceas, Caryocar glabrum                                                  |             |
| píj të́g | tento, certo tipo de árvore cujas sementes são usadas na fabricação de artesanatos, planta da família das caesalpinioídeas, Batesia floribunda                                                                                     |             |
| póy-keét të́g ~ móy-keét të́g | caranã, palmeira da família das arecáceas, Mauritia sp., cujas folhas são as mais usadas regionalmente na cobertura de casas |             |
| saa’ të́g | turi, certo tipo de árvore cujo caule era antigamente usado para fazer tochas, família das rosáceas, Licania turiuva |             |
| saaj të́g | pino-pino, certo tipo de urtiga, muito usada em benzimentos de cura |             |
| saay-saa’ | certo tipo de turi, árvore usada antigamente para fazer tochas |             |
| sawi-kɨ të́g | minatua, certo tipo de árvore usada na fabricação de canoa e remo |             |
| sẽéç të́g | jebari |             |
| see të́g ~ sẽéh të́g | envira, nome dado a várias árvores da família das anonáceas, Xylopia sp., cuja casca é muito resistente e usada como suporte de aturá                                                                                              |             |
| sík-saa’ | certo tipo de turi, árvore usada antigamente para fazer tochas |             |
| sɨɨh të́g | certo tipo de árvore |             |
| sokät-hṍp të́g | tipo de lourinho, árvore usada na fabricação de canoa |             |
| sop të́g | certo tipo de árvore muito usada como caibros |             |
| sop-të́g-keét-tɨh-wä́ät | certo tipo de árvore muito usada como caibros |             |
| sõy’-baah të́g | certo tipo de árvore muito usada para fazer peconha |             |
| ták të́g | seringueira, nome dado a várias árvores da família das euforbiáceas, Hevea sp., das quais se extrai a seringa |             |
| tõk-ag të́g | certo tipo de árvore |             |
| wah-naw të́g | certo tipo de árvore usada na fabricação de remo |             |
| we të́g | certo tipo de árvore usada na fabricação de canoa e remo |             |
| wɨ́h të́g | tipo de envirão, madeira muito usada como travessão de casas |             |
| wɨhɨ’ të́g | arumã, nome dado a várias plantas arbustivas da família das marantáceas, como a Ischnosiphon ovatus. Das suas hastes são extraídas resistentes fibras para a fabricação de vários artefatos como tipiti, peneiras, cestos e outros |             |
| wɨɨhɨ të́g | acariquara, árvore da família das olacáceas, Minquartia guianensis, muito usada para esteios de casa, considerada regionalmente como a madeira mais resistente da Amazônia                                                         |             |
| wṍh të́g | breu, nome dado a várias árvores da família das burseráceas, Protium sp., das quais se extrai uma resina usada para calafetar canoa e defumar a comunidade em rituais xamânicos                                                    |             |
| wúk të́g | samaúma, algodão. Nome dado a várias árvores da família das bombacáceas, Ceiba pentandra |             |
| yãam-saa’ | certo tipo de turi, árvore usada antigamente para fazer tochas |             |
| yag-duum të́g | certo tipo de árvore usada na fabricação de canoa |             |
| yũhum të́g | abacatirana, árvore usada na fabricação de canoa |             |
| bän të́g | inajazeiro, nome dado a várias palmeiras da família das arecáceas, Maximiliana regia |             |
| böö́h të́g | buçu, palmeira da família das arecáceas, Manicaria saccifera, cujas folhas são muito usadas para cobrir casas |             |
| kääh-ag të́g | certo tipo de açaizeiro da caatinga |             |
| kerag të́g ~ keén të́g | açaizeiro, palmeira da família das arecáceas, Euterpe sp. |             |
| kuku të́g | coqueiro-da-baía |             |
| mét-wím të́g | certo tipo de bacaba |             |
| mún të́g | certo tipo de paxiúba, conhecida regionalmente como paxiúba-barriguda |             |
| púp të́g | paxiúba, palmeira da família das arecáceas, Socratea exorrhiza, muito utilizada na construção de casas (ripas, paredes, jirau), por ter uma estipe muito resistente                                                                |             |
| sɨɨp të́g | tucum, palmeira da família das arecáceas, Astrocaryum vulgare, de cujas folhas se extrai fibras usadas na região para a fabricação de grande variedade de objetos, como abano, corda e cestos                                      |             |
| sɨɨp-ag të́g | tucumã, palmeira da família das arecáceas, Astrocaryum aculeatum, cuja fruta é muito cobiçada na região |             |
| sɨɨ́w të́g | pupunzeiro, palmeira da família das arecáceas, Bactris gasipaes |             |
| wah të́g | patauá, palmeira da família das arecáceas, Oenocarpus bataua |             |
| wím të́g | bacabeira, palmeira da família das arecáceas, Oenocarpus sp. |             |
| út të́g | espinheiro |             |
| bög-út sán | certo tipo de espinheiro |             |
| börarö-út të́g | certo tipo de espinheiro |             |
| dë́h-sɨɨp të́g | certo tipo de espinheiro |             |
| dë́h-út të́g | certo tipo de espinheiro |             |
| hṍp-sɨɨw të́g | certo tipo de espinheiro |             |
| pahah-të́g-út | certo tipo de espinheiro |             |
| púj të́g | certo tipo de espinheiro |             |
| siripi tɨt | jacitara, certo tipo de cipó espinhoso, usado para fazer tipiti, típico de beira-rio |             |
| siripi-út tɨt | jacitara, certo tipo de cipó espinhoso, usado para fazer tipiti, típico de beira-rio, plameira trepadeira da família das arecáceas, Desmoncus polyacanthos                                                                         |             |
| ut-tɨt-wáh | certo tipo de espinheiro |             |
| ut-wáh të́g | certo tipo de espinheiro |             |
| ut-yí të́g | certo tipo de espinheiro |             |
| yum | cipó |             |
| dëh-yá-yum tɨt | certo tipo de cipó |             |
| duúç tɨt | 1. timbó, cipó da família das papilionoídeas, Derris spp.; 2. nome genérico para os vários cipós venenosos das famílias papalionídeas e sapindáceas, usados para capturar peixes através da intoxicação                            |             |
| mohóy-yë́w-yum tɨt | cipó usado na confeção de aturá |             |
| mohóy-yum tɨt | certo tipo de cipó |             |
| níw’-wáh | certo tipo de cipó venenoso, usado para fazer curare |             |
| pöj tɨt | cipó grosso, usado para o acabamento do aturá |             |
| tɨrɨ-níw’ | certo tipo de cipó venenoso, usado para fazer curare |             |
| wä́k-yum tɨt | certo tipo de cipó |             |
| wë́k | uambé |             |
| yák-duum | certo tipo de cipó, cujo caule era usado antigamente para produzir fogo através de fricção |             |
| yä́k-yé’-tɨt-yum tɨt | certo tipo de cipó |             |
| yum tɨt | 1. cipó-titica, planta da família das aráceas, Heteropsis sp.; 2. nome genérico para cipó |             |
| yum-hup tɨt | cipó usado na confeção de aturá |             |
| yum-tɨt-wáh tɨt | certo tipo de cipó |             |
| ag | fruta |             |
| tɨh sán | vegetais em forma de moita, touceira |             |
| báç | fruta do mato, típica de capoeira |             |
| kám | taiá, taioba, nome dado a vários tubérculos da família das aráceas, Xanthosoma sp. |             |
| kiwí’ ~ wí’ | bico-de-guará, nome dado a várias plantas da família das heliconiáceas, Heliconia sp., que produzem um rizoma usado na fermanetação do caxiri                                                                                      |             |
| kõom | fruta do mato |             |
| nég-tëg | nome genérico para canas-de-açúcar, plantas da família das poáceas, como a Saccharum officinarum |             |
| tɨm | fruta cultivada |             |
| wí’ ~ kiwí’ | bico-de-guará, nome dado a várias plantas da família das heliconiáceas, Heliconia sp., que produzem um rizoma usado na fermanetação do caxiri                                                                                      |             |
| yóy | 1. abacaxi, fruta cultivada, nome dado aos vários tipos de plantas da família das bromeliácea, Ananas sp.; 2. nome genérico para toda variedade de abacaxi                                                                         |             |
| tɨh të́g | vegetais com tronco, caule lenhoso |             |
| baag-nów | tipo de vapixuna do mato |             |
| baah-ag | fruta do mato, típica de igapó e beira-rio |             |
| bäähä-naáç-ag | fruta do mato, típica de igapó |             |
| bäbäg | 1. cubiu ou cúbio, nome dado a várias frutas do mato, algumas também cultivadas na roça, da família das solanáceas, Solanum sp.; 2. termo genérico para os vários tipos de cubiu                                                   |             |
| bäbäg-sɨɨh | tipo de cubiu do mato, também cultivado na roça |             |
| bääh | cumá, fruta da caatinga, da família das apocináceas, Couna sp. |             |
| bän | inajá, fruta do mato, palmeira da família das arecáceas, Maximiliana regia |             |
| be | certo tipo de fruta do mato |             |
| boó’-ag | certo tipo de fruta cultivada |             |
| boók-ag | fruta do mato, típica de igapó, não comestível |             |
| bookáh-tööy | certo tipo de fruta do mato |             |
| boót-yë́h | certo tipo de fruta do mato |             |
| böbööh-ag-tëg-wáh | certo tipo de fruta do mato |             |
| böhuk | cupuí, fruta do mato típica de igapó, semelhante ao cupuaçu e ao cacau silvestre, planta da família das sterculiáceas, Theobroma subincanum                                                                                        |             |
| böhuk-pö́g | cupuaçu, fruta cultivada na roça e na comunidade, planta da família das esterculiáceas, Theobroma grandiflorum |             |
| bööm-ag | fruta do mato, típica de igapó |             |
| böö́y-dö́g | tipo de vapixuna do mato |             |
| böy | certo tipo de fruta do mato |             |
| búrukah | certo tipo de fruta do mato |             |
| buuk | certo tipo de fruta do mato |             |
| dë’ | certo tipo de fruta do mato |             |
| dë́h-bɨɨm | fruta do mato, parecida com fruta-pão, típica de igapó |             |
| dë́h-daán | jenipapo, fruta típica de igapó, planta da família das rubiáceas, Genipa americana |             |
| dë́h-dö́g | tipo de vapixuna, típica de beira-rio |             |
| dë́h-mín | fruta do mato, típica de beira-rio |             |
| dë́h-péj | tipo de umari, típico de beira-rio |             |
| dë́h-pup-mín | tipo de ingá, típico de igapó |             |
| dë́h-síp | tipo de beribá, típico de igapó |             |
| dɨɨw | caranaí, fruta do mato típica de chavascal, palmeira da família das arecáceas, Mauritiella aculeata |             |
| dooko-wä́n | certo tipo de fruta do mato |             |
| dö́g | vapixuna, fruta do mato, nome dado a várias plantas da família das burceráceas, Protium sp. |             |
| dööm-yö’ | tipo de vapixuna do mato |             |
| duúh | fruta do mato, típica de caranazal |             |
| ë́n’-ag | fruta do mato, típica de igapó e beira-rio |             |
| hat-daap-të́g-ag | fruta do mato, típica de igapó |             |
| háy-wah-naw | certo tipo de abiu, fruta do mato típica de caatinga |             |
| háy-yãham | certo tipo de caju do mato |             |
| hä́w | urucu, fruta cultivada na roça e na comunidade, planta da família das bixáceas, Bixa orellana |             |
| hén | abiuarana, fruta do mato, planta da família das sapotáceas, Pouteria freitasii |             |
| hene-wuk | certo tipo de fruta do mato |             |
| hĩ́yah | certo tipo de fruta cultivada |             |
| hɨyɨ’ | cucura, fruta cultivada na roça e na comunidade, planta da família das cecropiáceas, Pourouma cecropiaefolia |             |
| hohoh-dö́g | tipo de vapixuna do mato |             |
| hohoh-pë́n | certo tipo de fruta do mato |             |
| hṍp-hä́w | tipo de urucu do mato, típico de beira-rio |             |
| hṍp-kow-ag | fruta do mato, típica de igapó e beira-rio |             |
| hṍp-yãham | certo tipo de caju do mato |             |
| hóy’ | macuri, fruta do mato, típica de igapó |             |
| hũ-mɨ́h | certo tipo de fruta do mato |             |
| húy | certo tipo de fruta do mato |             |
| kääh-ag | açaí do mato, fruta típica da caatinga |             |
| kerag | açaí, fruta cultivada, palmeira da família das arecáceas, Euterpe sp. [morf. keén ag] |             |
| kɨç | fruta do mato, típica de igapó |             |
| kṍn | certo tipo de jebari, fruta do mato |             |
| koog-yãham | certo tipo de fruta do mato |             |
| koog-yé’-ag | certo tipo de fruta do mato, típica de igapó |             |
| koogo’-põh | tipo de cucura, típica de mata e capoeira |             |
| koh | jutaí, jatobá, fruta do mato, nome dado a várias plantas da das cesalpinoídeas, Hymenaea sp. |             |
| köögö’-põh | certo tipo cucura, fruta do mato |             |
| kuku | coco-da-baía, fruta cultivada |             |
| kukuy-mín | certo tipo de ingá do mato |             |
| mamáw | 1. mamão, fruta cultivada, planta da família das caricáceas, Carica papaya; 2. nome genérico para todo tipo de mamão |             |
| meeh-pö́g-mín | tipo de ingá do mato, não comestível, típico de igapó |             |
| mét-wím | certo tipo de fruta do mato |             |
| mín | ingá-cumprido, fruta cultivada, nome dado a várias plantas da família das mimosóideas, Inga spp. |             |
| míh-nuh | certo tipo de fruta do mato |             |
| mín-dö́g | tipo de vapixuna do mato |             |
| mini’-pë | tipo de ingá cultivado |             |
| mɨhɨ’-bö | certo tipo de fruta do mato |             |
| mɨ́h | ucuqui, fruta do mato, planta da família das sapotáceas, Pouteria ucuqui |             |
| mɨ́h-wah-naw | tipo de ucuqui, conhecido regionalmente como ucuqui-de-abiu |             |
| móh-siím-döw | certo tipo de fruta do mato |             |
| mot | fruta de sorva, típica da caatinga, nome dado a pelo menos quatro variedades |             |
| muu’-péj | tipo de umari, típico de mata virgem |             |
| muy-ag | fruta do mato, típica de igapó e beira-rio |             |
| noho-nuh-wẽs | certo tipo de fruta do mato |             |
| nohon | certo tipo de fruta do mato |             |
| nohon-wẽs | certo tipo de fruta do mato |             |
| nón | certo tipo de fruta do mato |             |
| now-kõs | certo tipo de fruta do mato |             |
| ó’-mín | tipo de ingá do mato, típico de igapó |             |
| öh-mín | tipo de ingá, típico de igapó |             |
| pãhay | certo tipo de fruta do mato |             |
| pãn-täg-baáh | tipo de vapixuna do mato |             |
| pã́w | fruta-pão, fruta cultivada |             |
| péj | umari, fruta cultivada, planta da família das icacináceas, Poraqueiba sericea |             |
| péj-daap-mín | tipo de ingá do mato |             |
| pë́n | cunuri, fruta do mato, típica de igapó, planta da família das euforbiáceas, Cunuria spruceana |             |
| pë́n-siín | certo tipo de fruta do mato |             |
| pɨ̃gɨ’ | tipo de cucura, fruta do mato típica de caatinga e capoeira |             |
| píj | cabari, planta da família das papilionoídeas, Clathrotropis macrocarpa |             |
| pip | certo tipo de fruta do mato |             |
| póy-ag | certo tipo de fruta do mato |             |
| pu’-pö́g | certo tipo de fruta do mato |             |
| púg | certo tipo de fruta do mato |             |
| puhu | tipo de cucura, típica de igarapé e capoeira |             |
| saa’-ag | certo tipo de fruta do mato |             |
| saa’-ag-pö́g | certo tipo de fruta do mato |             |
| saa’-úç | fruta de sorva, típica da caatinga |             |
| saák | buriti, fruta do mato típica da beira de rio e chavascal, palmeira da família das arecáceas, Mauritia flexuosa |             |
| sáp-ag | tipo de cucura do mato, cujas folhas são usadas para lixar remos, zarabatanas e fechas |             |
| sän | certo tipo de fruta do mato |             |
| sẽéç | tipo de jebari, fruta do mato |             |
| sík | umiri, fruta do mato, planta da família das humiriáceas, Humiria floribunda |             |
| síp | beribá, fruta cultivada, planta da família das anonáceas, Annona lanceolata |             |
| síp-pih | tipo de vapixuna do mato |             |
| sɨ́g | fruta do mato, típica de igapó |             |
| sɨ́g-pö́g | certo tipo de fruta do mato |             |
| sɨɨp | tucum, fruta do mato típica de capoeira, palmeira da família das arecáceas, Astrocaryum vulgare |             |
| sɨɨp-ag | tucumã, fruta cultivada, palmeira da família das arecáceas, Astrocaryum aculeatum |             |
| sɨɨ́w | pupunha, fruta cultivada, palmeira da família das arecáceas, Bactris gasipaes |             |
| sɨsɨɨm’-mín | tipo de ingá do mato |             |
| soy | certo tipo de fruta do mato |             |
| sug | fruta do mato, típica de igapó |             |
| sũuy’-book-kä’ | fruta do mato, típica de igapó |             |
| tɨw | 1. castanha-do-pará, fruta cultivada, planta da família das lecitidáceas, Bertholletia excelsa; 2. nome genérico para todo tipo de castanha, como a Lecythis sp., da família das lecitidáceas                                      |             |
| tãh | fruta do mato, típica de igapó |             |
| táh-kɨç | certo tipo de fruta do mato |             |
| táh-túy | certo tipo de fruta do mato |             |
| ták-ag | fruta de seringa, nome dado às várias seringueiras da família das euforbiáceas, Hevea sp. |             |
| tɨ’ɨp-nɨh-mín | fruta do mato, típica de igapó |             |
| tów-saa’-ag | certo tipo de fruta do mato |             |
| tów-saa’-ag-pö́g | certo tipo de fruta do mato |             |
| tóy-mín | tipo de ingá do mato |             |
| tṹ’-ag | certo tipo de fruta do mato |             |
| tṹ’-ag-pö́g | certo tipo de fruta do mato |             |
| túg-mín | tipo de ingá do mato |             |
| túm | fruta do mato, típica de igapó |             |
| ũj-hũy-pö́g | certo tipo de fruta cultivada |             |
| út-keét-sän | certo tipo de fruta do mato |             |
| waas | fruta do mato, típica de igapó |             |
| waç-hén | fruta do mato, típica de igapó |             |
| wah | patauá, fruta do mato, palmeira da família das arecáceas, Oenocarpus bataua |             |
| wah-naw | abiu ou abio, fruta cultivada, planta da família das sapotáceas, Lucuma sp. |             |
| wak | japurá, fruta do mato, típica de igapó, cuja castanha é usada como tempero de peixe; fruta da família das voquisiáceas, Erisma japura                                                                                              |             |
| wak-pö́g | tipo de japurá do mato |             |
| wäg-book-mín | tipo de ingá do mato |             |
| wä́k-pej | tipo de umari do mato, típico de caatinga |             |
| wä́än | certo tipo de fruta do mato |             |
| wẽh | certo tipo de fruta do mato |             |
| wẽh-kow-ag | fruta do mato, típica de igapó e beira-rio |             |
| wẽh-pë́n | fruta do mato, típica de igapó e beira-rio |             |
| wë́t-pu’ | certo tipo de fruta do mato |             |
| wím | bacaba, fruta do mato típica de capoeira, palmeira da família das arecáceas, Oenocarpus bacaba |             |
| wɨhɨt | 1. banana, fruta cultivada, planta da família das musáceas, Musa sp.; 2. nome genérico para as diferentes variedades de banana |             |
| wohot-mín | fruta do mato, típica de beira-rio |             |
| wöh-pë’ | fruta do mato, típica de igapó |             |
| yãam-koh | fruta do mato, típica de igapó |             |
| yãh | vacu ou uacu, fruta do mato, árvore da família da papilionoídeas, Monopteryx uaucu |             |
| yãham | 1. caju, fruta cultivada, planta da família das anacardiáceas, Anacardium sp.; 2. nome genérico para as diferentes variedades de caju                                                                                              |             |
| yák-mín | tipo de ingá do mato |             |
| yã́n | fruta do mato, típica de igapó |             |
| yäyäh-mín | tipo de ingá, típico de beira-rio |             |
| yé’-tũ’ | certo tipo de fruta do mato |             |
| yák-dëhë-kɨt-ag | fruta do mato, típica de igapó |             |
| yok-mín | fruta do mato, típica de igapó |             |
| yón’ | tipo de cucura do mato |             |
| yũhum | abacate, fruta cultivada, planta da família das lauráceas, Persea americana |             |
| tɨh tɨt | vegetais em forma de rama, fibra ou fo |             |
| boó’-wén | tipo de jerimum ou abóbora cultivada |             |
| burukuya | 1. maracujá silvestre, típico de igapó, planta da família das passiforáceas, Passiflora acuminata; 2. nome genérico para as diferentes variedades de maracujá                                                                      |             |
| yöög-koh | fruta do mato, típica de igapó |             |
| dööpö-si’ | fruta do mato, típica de igapó |             |
| isah | certo tipo de fruta do mato |             |
| kököh-tẽh | fruta do mato, típica de beira-rio |             |
| köög-pup-dëh-ag | fruta do mato, típica de igapó |             |
| köröh | fruta do mato, típica de igapó |             |
| maag | certo tipo de fruta do mato |             |
| masara-döwah | maçaranduba, fruta do mato típica de igapó |             |
| mét-boó’ | certo tipo de fruta cultivada |             |
| mét-ho | certo tipo de fruta cultivada |             |
| móç | certo tipo de fruta do mato |             |
| mohóy-täbä́g-ag | fruta do mato, típica de igapó |             |
| nuuh | certo tipo de fruta do mato |             |
| sãah | cará, trepadeira cultivada, planta da família das dioscoreáceas, Dioscorea sp. |             |
| sisií’ | fruta do mato, típica de igapó |             |
| waç-nuh-täç | certo tipo de fruta do mato |             |
| wääm-wah-naw | fruta do mato, típica de igapó |             |
| wéw-däg | fruta do mato, típica de igapó |             |
| wiwíg-täbäg-sõk-ag | fruta do mato, típica de igapó |             |
| wṍn | certo tipo de fruta do mato |             |
| yãam-nɨg’ | certo tipo de fruta do mato |             |
| yák-sũúj | certo tipo de fruta do mato |             |
| yöwö’-kuy | certo tipo de fruta do mato |             |
| tɨh tíg | vegetais em forma de vara, que não engrossa |             |
| kow | pimenta, fruta cultivada, nome genérico dado às várias plantas da família das solanáceas, Capsicum sp. |             |
| yak-to’ | mandioca, planta da família das euforbiáceas, Manihot spp. |             |
| tɨh de | tubérculos de rama, como a batata |             |
| hat-típ-kám | certo tipo de taiá cultivado | V. kám      |
| kám | taiá, taioba, nome dado a vários tubérculos da família das Araceae, Xanthosoma sp. |             |
| koog-sãah | certo tipo de cará cultivado |             |
| mét-ho | certo tipo de cará cultivado | V. sãah     |
| sãah | cará, nome dados a vários tubérculos da família das Dioscoreaceae, Dioscorea sp. |             |
| yo’ | batata, nome genérico para as diversas variedades de batatas |             |
| yo’-kääh | batata-doce, tubérculo da família das convolvuláceas, Ipomoea batatas |             |
| ëh-ë́w | tubérculo típico de mata virgem |             |
| min tɨt | tubérculo do mato |             |
| pẽ́h-sãah | tipo de cará, típico de mata virgem |             |
| út-sãah | tipo de cará do mato, mas também cultivado na roça |             |
| wäk-sãah | tipo de cará, típico da caatinga |             |
| tɨh to’ | tubérculos de caule, como a mandioca |             |
| yak-tíg-yṍh | certo tipo de tubérculo cultivado muito parecido com mandioca |             |
| yak-to’ | 1. mandioca, planta da família das euforbiáceas, Manihot spp.; 2. nome genérico para todas as variedades de mandioca |             |
| yak-to’-wen | macaxeira, aipim ou mandioca mansa, planta da família das euforbiáceas, Manihot aypi |             |
| yṹm | plantação, planta cultivada |             |
| bäbäg | cubiu |             |
| bäw | fruta cultivada conhecida regionalmente como jebari, jaburu ou ainda dabaru |             |
| hɨyɨ’ | cucura |             |
| hökö’ | milho, planta da família das poáceas, Zea mays |             |
| kám | taiá |             |
| kerag-yṹm të́g | certo tipo de açaizeiro cultivado |             |
| kiwi’-pög | certo tipo de planta cultivada |             |
| kiwi’-sɨɨp | certo tipo de planta cultivada |             |
| kow | pimenta |             |
| mín | ingá |             |
| neg-tëg | cana-de-açúcar |             |
| sãah | cará |             |
| sɨɨw | pupunha |             |
| sɨɨw-saa | tipo de pupunha |             |
| sɨɨw-yo’ | tipo de pupunha |             |
| soho tíg | ipadu, coca |             |
| wah-naw | abiu |             |
| wɨhɨt | banana |             |
| yo’ | batata |             |
| yóy | abacaxi |             |

| \| Yuhup \| Glosa \| Ver também \| \| ------------------------------- \| -------------------------------------------------------------------------------------------------------------------------------------------------------------------------------------------------------------------------- \| ---------------- \| \| bɨ \| criação, animal doméstico \| \| \| wara’-wë́t ~ wero-wë́t ~ were-wë́t \| galo, galinha \| \| \| bɨg \| tamanduá-bandeira, mamífero da ordem edentada, família dos mirmecofagídeos, Myrmecophaga tridactyla \| \| \| böbööm \| certo tipo de tamanduá de tamanho médio \| \| \| dëh-táh \| capivara, mamífero da ordem rodentia, família dos hidrochaerídeos, Hydrochaeris hydrochaeris \| \| \| kaaj \| cutiuaia, cutiara ou cutia-de-rabo, mamífero da ordem rodentia, família dos dasiproctídeos, Myoprocta pratti \| \| \| kĩri ~ yõn \| uariri, tamanduá-colete ou tamanduá-mirim, mamífero da ordem edentada, família dos mirmecofagídeos, Tamandua tetradactyla \| \| \| maay \| mucura, gambá-de-orelha-preta, mamífero da ordem marsupial, família dos didelfídeos, Didelphis sp. \| \| \| mét \| cutia, cutia-dourada, mamífero da ordem rodentia, família dos dasiproctídeos, Dasyprocta aguti \| \| \| mih-naw \| paca, mamífero da ordem rodentia, família dos dasiproctídeos, Agouti paca \| \| \| púg \| coandu, porco-espinho, ouriço-cacheiro, mamífero da ordem rodentia, família dos eretizontídeos, Coendou prehensilis \| \| \| púg-kãç \| certo tipo de coandu \| \| \| táh \| anta, mamífero da ordem perissodactila, família dos tapirídeos, Tapirus terrestris \| \| \| tõh \| 1. porco queixada, mamífero da família dos taiaçuídeos, Tayassu pecari; 2. nome genérico para porcos \| \| \| tõh-mét \| porco caititu, mamífero da família dos taiaçuídeos, Tayassu tajacu \| V. tõh \| \| yok \| 1. ariranha, mamífero da ordem carnívora, família dos mustelídeos, Pteronura brasiliensis; 2. nome genérico para ariranhas \| \| \| yok-kṹç \| certo tipo de ariranha \| \| \| yõn ~ kĩri \| uariri, tamanduá-colete ou tamanduá-mirim, mamífero da ordem edentada, família dos mirmecofagídeos, Tamandua tetradactyla \| \| \| yãam \| onça \| \| \| dɨh-yãam \| certo tipo de felino considerado onça \| \| \| hoho’-yãam \| certo tipo de felino considerado onça \| \| \| tɨrɨ’-köy \| gato-maracajá, mamífero da família dos felídeos, Leopardus wiedii, considerado onça \| \| \| tõho’-yãam \| certo tipo de felino considerado onça \| \| \| wɨhɨt-keét-yãam \| jaguatirica, felino da família dos felídeos, Felis pardalis, considerado onça \| \| \| yãam \| termo genérico para onças, mamíferos da família dos falídeos \| \| \| yãam-dö’ \| onça-vermelha, suçuarana, mamífero da família dos felídeos, Puma concolor \| \| \| yãam-pö́g \| onça-pintada, mamífero da família dos felídeos, Panthera onca \| \| \| yãam-saa \| onça-preta, mamífero da família dos felídeos, Panthera onca \| \| \| hát \| 1. jacaré-açu, réptil da ordem crocodilia, família dos aligatorídeos, Melanosuchus niger; 2. jacaré, nome genérico dos répteis crocodilianos \| \| \| hát-nuh-hö́m \| jacaré-coroa, réptil da ordem crocodilia, família dos aligatorídeos, Paleosuchus palpebrosus \| \| \| hát-saa \| certo tipo de jacaré preto \| \| \| hata’-wã’ \| jacaretinga, réptil da ordem crocodilia, família dos aligatorídeos, Caiman crocodilus \| \| \| wë́y \| tatu \| \| \| hohóy \| tatu-rabo-mole, mamífero da família dos dasipodíceos, Cabassous unicinctus \| \| \| wë́y \| 1. tatu-canastra, mamífero da família dos dasipodídeos, Priodontes maximus; 2. nome genérico para tatus, mamíferos da família dos dasipodídeos \| \| \| yë́w \| tatu-quinze-quilos, mamífero da família dos dasipodíceos, Dasypus kappleri \| \| \| yë́w-pö́g \| tatu-galinha, mamífero da família dos dasipodíceos, Dasypus novemcinctus \| \| \| míh \| jabuti \| \| \| háy-míh \| jabuti-do-pé-amarelo, quelônio da família dos testudinídeos, Geochelone denticulata \| \| \| míh \| 1. jabuti; 2. nome genérico para os quelônios \| \| \| míh-dooh \| upé \| \| \| míh-pö́g \| certo tipo de jabuti \| \| \| saa-míh \| certo tipo de jabuti \| \| \| saay-míh \| certo tipo de tartaruga, quelônio da família dos quelídeos, Platemys platycephala \| \| \| sipi-sööm \| matamatá, quelônio da família dos quelídeos, Chelus fimbriatus \| \| \| täg-míh \| certo tipo de jabuti \| \| \| mohóy \| nome genérico para veados, mamíferos da família dos cervídeos \| \| \| mohóy-hä́w \| certo tipo de veado vermelho e grande \| \| \| mohóy-saa \| certo tipo de veado preto e de chifres \| \| \| mohóy-yẽ́y \| certo tipo de veado pequeno \| \| \| kän hũ \| “caças que pulam de galho em galho” \| \| \| ẽ́ç \| uacari-preto, macaco da família dos cebídeos, Cacajao melanocephalus \| \| \| hoh-säk \| certo tipo de esquilo \| \| \| köö́g \| zogue-zogue, macaco da família dos cebídeos, Callicebus torquatus torquatus \| \| \| kukuy ~ yukuy \| macaco-da-noite, macaco da família dos cebídeos, Aotus vociferans, considerado um ser metafísico maléfovo \| \| \| moóh \| certo tipo de mamífero considerado macaco \| \| \| móy \| macaco-caiarara, macaco da família dos cebídeos, Cebus albifrons \| \| \| noh-siíj’ \| macaquinho-preto \| \| \| öh \| macaco-barrigudo, mamífero da ordem primata, família dos cebídeos, Lagothrix lagotricha \| \| \| pãn \| preguiça-real, mamífero da ordem edentada, família dos bradipodídeos, Choloepus didactylus \| \| \| péj-su \| certo tipo de mamífero considerado macaco \| \| \| pöh-koog \| macaco-aranha ou coatá, mamífero da ordem primata, família dos cebídeos, Ateles belzebuth marginatus \| \| \| sɨ̃́ç \| macaquinho \| \| \| su \| quati, nome dado aos mamíferos da família dos procionídeos, Nasua sp. \| \| \| tẽ \| tamanduá-í, mamífero da ordem edentada, família dos mirmecofagídeos, Cyclopes didactylus \| \| \| tehe \| certo tipo de mamífero considerado macaco \| \| \| túg \| guariba, macaco da família dos cebídeos, Alouatta seniculus sp. \| \| \| wáç \| 1. macaco-prego, macaco da família dos cebídeos, Cebus apella apella; 2. nome genérico para macacos \| \| \| wẽhén \| certo tipo de macaco-da-noite \| \| \| wṍm \| esquilo, mamífero da ordem rodentia, família dos sciurídeos, Sciurus spadiceus \| \| \| yukuy ~ kukuy \| macaco-da-noite, macaco da família dos cebídeos, Aotus vociferans, considerado um ser metafísico malévolo \| \| \| kë hũ \| “caças de asa” \| \| \| boot-yë́ç \| certo tipo de jacu \| \| \| móh \| inambu, inhambu \| \| \| móh-pö́g \| inhambu-de-cabeça-vermelha \| \| \| móh-tẽh \| inhambu-galinha \| \| \| moy-tun \| urumutum \| \| \| popo \| certo tipo de inhambu \| \| \| sɨm \| mutum \| \| \| sók \| marianito \| \| \| sokät \| tucano \| \| \| wa-tara’-kow’ \| jacupeua \| \| \| yë́ç \| jacu \| \| \| dahah-nuh \| certo tipo de calango \| \| \| hara-móh \| certo tipo de calango grande \| \| \| hát \| jacaré \| \| \| kɨ̃kɨ́h \| certo tipo de lagartixa \| \| \| móy-kéw \| certo tipo de calango \| \| \| ow \| nome genérico para calangos \| \| \| ow-boo’ \| certo tipo de calango \| \| \| pẽ́n \| certo tipo de calango \| \| \| pom \| camaleão, iguana, réptil da família dos iguanídeos, Iguana iguana \| \| \| wääm \| certo tipo de calango \| \| \| dahah \| cobra \| \| \| baaw \| certo tipo serpente venenosa \| \| \| babaáw \| cobra-de-duas-cabeças, réptil lacertílio da família dos anfsbenídeos, Amphisbaena sp. \| \| \| dahah \| jararaca, nome genérico para todos os tipos de cobras e serpentes venenosas da família dos viperídeos \| \| \| dëh-hát \| certo tipo de cobra \| \| \| dë́h-hũy \| certo tipo de cobra \| \| \| dë́h-sɨɨw \| certo tipo de cobra-d'água \| \| \| didiíw \| certo tipo de cobra pequena \| \| \| dɨɨw \| certo tipo de cobra-d'água \| \| \| háy-meeh \| jibóia, serpente da família dos boídeos, Boa constrictor \| \| \| hég \| surucucu, serpente venenosa da famíliados viperídeos, Lachesis muta \| \| \| meeh-pö́g \| sucuri, serpente da família dos boídeos, Eunectes murinus \| \| \| pöh-tɨ̃hɨy \| nome dado às jararacas de hábitos arbóreos, Bothrops sp. \| \| \| poy-to \| certo tipo de cobra \| \| \| seé’ \| certo tipo de cobra \| \| \| sooy’ \| cobra-papagaio, serpente da família dos boídeos, Corallus caninus \| \| \| sö́g-tɨt \| certo tipo de cobra \| \| \| tëtë́y \| cobra-coral, nome dado às serpentes venenosas do gênero Micrurus, da família dos elapídeos e colubrídeos \| \| \| tɨ̃hɨy \| certo tipo de cobra de hábitos terrestres \| \| \| wɨ́m \| certo tipo de cobra \| \| \| wöh-meeh-pö́g \| certo tipo de cobra \| \| \| yẽ \| certo tipo de cobra \| \| \| yin \| certo tipo de cobra \| \| \| wë́t \| pássaro, ave \| \| \| awari \| garça-moura, ave da família dos ardeídeos, Ardea cocoi \| \| \| babaç \| mutum-de-penacho, ave da família dos cracídeos, Crax fasciolata \| V. sɨm \| \| baria-wë́t \| marianinha-amarela, ave da família dos tiranídeos, Capsiempis flaveola \| \| \| bäbäw-kääs \| certo tipo de pássaro comestível \| \| \| bibih \| nome dado a duas aves: choca-preta-e-cinza, família dos tamnophilídeos, Thamnophilus nigrocinereus, e uirapuru-veado, família dos trogloditídeos, Microcerculus marginatus \| \| \| biis \| pipira-vermelha, ave da família dos traupídeos, Ramphocelus carbo \| \| \| bɨg-kä́’ \| certo tipo de pássaro \| \| \| bobot-hew \| certo tipo de pássaro, considerado “pássaro onça”, por ser usado por pajés em viagens xamãnicas \| \| \| boo’-sũup \| ferreirinho-pintado, ave da família dos tiranídeos, Todirostrum chrysocrotaphum \| \| \| booko-meç \| saracuruçu, ave da família dos ralídeos, Aramides ypecaha, \| \| \| boók-sṍg \| certo tipo de pássaro comestível \| \| \| boos-yë́ç \| jacutinga-de-garganta-azul, ave da família dos cracídeos, Aburria cumanensis \| \| \| booto’-wë́t \| certo tipo de pássaro \| \| \| boót-wíh \| gavião-carijó, ave da família dos acipitrídeos, Rupornis magnirostris \| V. wíh \| \| bóy’ \| tuju, ave da família dos caprimulgídeos, Lurocalis semitorquatus, conhecido regionalente como bacurau \| \| \| böbö \| certo tipo de pássaro \| \| \| böh \| rabo-branco-rubro, ave da família dos troquilídeos, Phaethornis ruber, conhecido regionalmente também como beija-flor-mirim \| V. sug \| \| böhö́’ \| nome genérico para os vários tipos de garças: \| \| \| böhö́’-pö́g \| garça-branca-grande, ave da família dos ardeídeos, Ardea alba \| \| \| böhö́’-tẽh \| garça-de-campo, ave da família dos aredeídeos, Ardea herodias \| \| \| böö́h-tön-wöw \| certo tipo de pássaro comestível \| \| \| böö́y \| anacã, ave da família dos psitacídeos, Deroptyus accipitrinus \| \| \| buuy-ták \| gavião-de-anta, ave da família dos falconídeos, Daptrius ater \| V. wíh \| \| däh ~ dëh-sɨm \| mutum-do-norte, ave da família dos cracídeos, Mitu tomentosum \| V. sɨm \| \| dë́h dööp tẽh \| certo tipo de pássaro \| \| \| dë́h pup \| pato, certo tipo de pássaro comestível \| \| \| dë́h-ũj \| certo tipo de morcego \| \| \| dë́h-bóy’-baag \| certo tipo de pássaro \| \| \| dë́h-bóy’-saa \| bacurauzinho, ave da família dos caprimulgídeos, Chordeiles pusillus \| \| \| dë́h-dööp \| xexéu, ave da família dos icterídeos, Cacicus cela, conhecido regionalmente como um tipo de japu \| \| \| dëh-körö \| nome dado a pelo menos dois pássaros da família dos tresquiornitídeos, o coró-coró, Mesembrinibis cayennensis, e o tapicuru-de-cara-pelada, Phimosus infuscatus, ambos conhecidos regionalmente como jacaúna \| \| \| dëh-mét \| biguatinga, ave da família dos anhingídeos, Anhinga anhinga \| \| \| dëh-sɨm ~ däh \| mutum-do-norte, ave da família dos cracídeos, Mitu tomentosum \| V. sɨm \| \| dë́h-sokät \| biguá, ave da família dos palacrocoracídeos, Phalacrocorax, conhecida regionalmetne como carará \| \| \| dë́h-ya-wíh \| caranguejeiro, ave da família dos acipitrídoes, Buteogallus aequinoctialis \| \| \| dëhë-móh \| picaparra, ave da família dos heliornitídeos, Heliornis fulica \| \| \| dëhë-naah \| biguatinga, ave da família dos anhingídeos, Anhinga anhinga \| \| \| dëhë-po \| marreca-de-asa-azul, ave da família dos anatídeos, Anas discors \| \| \| dëhë-sak \| nome dado a vários tipos de martim-pescador, aves da família dos alcedinídeos como o martim-pescador-verde, Chloroceryle amazona, o martinho, Chloroceryle americana, e o martim-pescador-pequeno, Chloroceryle inda \| \| \| dëhë-sak-pö́g \| martim-pescador-grande, ave da família dos alcedinídeos, Ceryle torquatus \| \| \| dëhë-sak-tẽh \| martim-pescador-pequeno, ave da família dos alcedinídeos, Chloroceryle inda \| \| \| dorok-ha \| nome dado a certas aves da família dos tamnoflídeos, como a choquinha-miúda, Myrmotherula erythrura, e choquinha-de-bico-curto, Myrmotherula ignota \| \| \| dö \| cricrió, ave da família dos cotingídeos, Lipaugus vociferans \| \| \| dë́h tön yö’ \| certo tipo de pássaro \| \| \| dööp \| japu, nome dado a várias aves da família dos icterídeos, como o japu-pardo, Psarocolius angustifrons, japu-verde, Psarocolius viridis, iraúna-de-bico-branco, Procacicus solitarius \| \| \| dö-wíh \| gavião-pernilongo, ave da família dos acipitrídeos, Geranospiza caerulescens \| V. wíh \| \| duús \| curica-de-bochecha-laranja, ave da família dos psitacídeos, Gypopsitta, conhecida regionalmente como parauari \| \| \| ereh \| certo tipo de pássaro \| \| \| ẽw-rãh \| tuiuiú, ave da família dos ciconídeos, Jabiru mycteria \| \| \| hã́k \| arapapá, ave da família dos ardeídeos, Cochlearius cochlearius \| \| \| häy \| certo tipo de pombo comestível \| \| \| hohoç-pö́g \| arapaçu-rabudo, ave da família dos dendrocolaptídeos, Deconychura longicauda \| \| \| hohóç-tẽh \| pica-pau-anão-do-orinoco, ave da família dos picídeos, Picumnus pumilus \| \| \| hö́m \| nome genérico para pica-pau \| \| \| hohóç-tẽh \| pica-pau-anão-do-orinoco \| \| \| hö́m-pö́g \| pica-pau-de-barriga-vermelha \| \| \| saa-hö́m \| pica-pau-amarelo \| \| \| sẽre-meh-tẽ’ \| benedito-de-testa-vermelha \| \| \| hö́m-nuuh \| certo tipo de pica-pau \| V. hö́m \| \| hö́m-pö́g \| pica-pau-de-barriga-vermelha, ave da família dos picídeos, Campephilus rubricollis \| V. hö́m \| \| höw’-sök \| surucuá-de-barriga-vermelha, ave da família dos trogonídeos, Trogon curucui \| \| \| húhu’-wíh \| certo tipo de pássaro \| \| \| huruk \| udu-de-coroa-azul, ave da família dos momotídeos, Momotus momota \| \| \| ĩh-yäk-ãy \| certo tipo de pássaro, considerado gente na mitologia \| \| \| kám-kë \| cricrió-de-cinta-vermelha, ave da família dos cotingéneos, Lipaugus streptophorus \| \| \| keén-yák \| nome dado a dois periquitos, aves da família psitacídeos: periquito-de-asa-branca, Brotogeris versicolurus, e periquito-de-encontro-amarelo, Brotogeris chiriri \| \| \| kokoot \| certo tipo de pássaro \| \| \| koog-súk \| murucututu, certo tipo de coruja, ave da família dos strigídeos, Pulsatrix perspicillata \| V. súk \| \| koog-wẽh \| certo tipo de pombo típico do campo \| \| \| koog-wẽh \| certo tipo de pássaro típico do mato, considerado gente na mitologia \| \| \| kuayö-ném \| certo tipo de pássaro \| \| \| mam-baák-ũj \| certo tipo de morcego \| \| \| meméç \| jacamim-de-costas-brancas, ave da família dos psofídeos, Psophia leucoptera \| \| \| mete-sĩ́h \| certo tipo de pássaro \| \| \| móh \| inambu ou inhambu, nome genérico dado às várias aves da família dos tinamídeos \| \| \| wah-san \| inhambu-de-coroa-preta \| \| \| móh-pö́g \| inambu-de-cabeça-vermelha, ave da família dos tinamídeos, Tinamus major \| V. móh \| \| móh-tẽh \| inambu-galinha, ave da família dos tinamídeos, Tinamus guttatus \| V. móh \| \| mohok \| socó-boi, ave da família dos ardeídeos, Tigrisoma lineatum, conhecido regionalmente como cozinheiro \| \| \| moy-tun \| urumutum, ave da família dos cracídeos, Nothocrax urumutum \| \| \| muy \| certo tipo de pássaro \| \| \| nanaaç-kõo \| macuru-de-testa-branca, ave da família dos buconídeos, Notharchus macrorhynchos \| V. tɨ́m’ \| \| níw’-sɨ́h \| certo tipo de pássaro \| \| \| nuh-döw \| andorinha-do-rio, ave da família dos hirundinídeos, Tachycineta albiventer \| V. sɨsɨɨ́w \| \| nuh-wíh \| caracará-do-norte, ave da família dos falconídeos, Caracara cheriway \| \| \| nu-yák \| arara-canindé, ave da família dos psitacídeos, Ara ararauna \| V. yák \| \| öçö-tat \| certo tipo de pássaro \| \| \| öhö-wë́t \| guaxe, ave da família dos icterídeos, Cacicus haemorrhous, conhecido regionalmente como japu \| \| \| paca-wë́t \| galo-da-serra, ave da família dos rupicolídeos, Rupicola rupicola \| \| \| pãh-pĩg \| batuíra-de-coleira, ave da família dos caradrídeos, Charadrius collaris, conhecida regionalmente como maçarico \| \| \| pãpák \| certo tipo de pássaro \| \| \| päpäp \| coruja-orelhuda, ave da família dos strigídeos, Rhinoptynx clamator \| V. súk \| \| piakörö \| chora-chuva-preto, ave da família dos buconídeos, Monasa nigrifrons \| \| \| pipin \| certo tipo de bem-te-vi \| \| \| pɨ̃rɨ \| certo tipo de tucano \| \| \| pṍh \| joão-de-barro \| \| \| popo \| certo tipo de pássaro comestível \| \| \| saa-hö́m \| pica-pau-amarelo, ave da família dos picídeos, Celeus flavus \| V. hö́m \| \| sãaw-kãaç \| certo tipo de pássaro \| \| \| sän-yák ~ yák-pö́g \| araracanga, ave da família dos psitacídeos, Ara macao \| V. yák \| \| säsäw-sug \| besourão-de-bico-grande, certo tipo de beija-flor, ave da família dos troquilídeos, Phaethornis malaris \| V. sug \| \| säwäh \| certo tipo de pássaro \| \| \| sẽre-meh-tẽ’ \| benedito-de-testa-vermelha, pica-pau da família dos picídeos, Melanerpes cruentatus \| V. hö́m \| \| sëra-köç \| saracura-três-potes, ave da família dos ralídeos, Aramides cajanea \| \| \| siím \| nome dado a algumas andorinhas, aves da família dos hirundinídeos, como a peitoril, Atticora fasciata, e a andorinha-de-coleira, Atticora melanoleuca \| V. sɨsɨɨ́w \| \| siím-pö́g \| andorinha-doméstica-grande, ave da família dos hirundinídeos, Progne chalybea \| V. sɨsɨɨ́w \| \| siín-tãw \| patinho, ave da família dos tiranídeos, Platyrinchus mystaceus \| \| \| sĩis \| 1. tuim-de-bico-escuro, ave da família dos psitacídeos, Forpus modestus; 2. nome genérico para periquitos, aves da família dos psitacídeos \| \| \| sɨɨ́w-sũuy \| nome dado a certos sanhaçus, aves da família dos tiraupídeos, como o sanhaçu-da-amazônia, Thraupis episcopus, sanhaçu-do-coqueiro, Thraupis palmarum \| \| \| sɨɨ́w-wë́t \| rouxinol-do-rio-negro, ave da família dos icterídeos, Icterus chrysocephalus \| \| \| sɨm \| mutum, nome genérico das aves da família dos cracídeos \| \| \| sɨm-pö́g \| mutum-poranga, ave da família dos cracídeos, Crax alector \| V. sɨm \| \| sɨsɨɨ́w \| andorinha, termo genérico para as aves da família dos apodídeos \| \| \| sɨsɨɨ́w-pö́g \| andorinhão-do-temporal, ave da família dos apodídeos, Chaetura meridionalis \| V. sɨsɨɨ́w \| \| sɨsɨɨ́w-tẽh \| tesourinha, ave da família dos apodídeos, Tachornis squamata \| V. sɨsɨɨ́w \| \| sṍg \| nome dado a pelo menos dois tipos de inambus, aves da família dos tinamídeos \| V. móh \| \| sṍg-pö́g \| inhambu-preto, ave da família dos tinamídeos, Crypturellus cinereus \| V. móh \| \| sṍg-tẽh \| inhambu-carijó, ave da família dos tinamídeos, Crypturellus brevirostris \| V. móh \| \| sóh-para-baw \| bacurau-da-praia, ave da família dos caprimulgídeos, Chordeiles rupestris \| \| \| sók \| marianinha-de-cabeça-preta, ave da família dos psitacídeos, Pionites melanocephalus \| \| \| sokät-pö́g \| tucano-de-bico-preto, ave da família dos ranfastídeos, Ramphastos vitellinus \| \| \| sokät-tẽh \| certo tipo de tucano-mirim \| \| \| sokät-yoy \| araçari-mulato, ave da família dos ranfastídeos, Pteroglossus beauharnaesii \| \| \| sooy’ \| 1. certo tipo de papagaio; 2. nome genérico para papagaios, aves da família dos psitacídeos \| \| \| sooy’-pö́g \| papagaio-moleiro, ave da família dos psitacídeos, Amazona farinosa \| V. sooy’ \| \| sów’ \| gralha-de-nuca-azul, ave da família dos corvídeos, Cyanocorax heilprini \| \| \| sug \| nome genérico para beija-flores, aves da família dos trocilídeos \| \| \| yún-sug \| certo tipo de beija-flor grande \| \| \| sug-pö́g \| beija-flor-roxo, ave da família dos trocilídeos, Hylocharis cyanus \| V. sug \| \| sug-tẽh \| asa-de-sabre-cinza, ave da família dos trocilídeos, Campylopterus hyperythrus \| V. sug \| \| súk \| coruja, nome genérico para as aves da família dos nictibídeos \| \| \| súk-tẽh \| urutau-ferrugem, certo tipo de coruja, ave da família dos nictibídeos, Nyctibius bracteatus \| V. súk \| \| suúm \| caçula, ave da família dos tiranídeos, Myiornis ecaudatus, conhecido regionalmente como sete-cores \| \| \| táh-duús \| parauari-anta, certo tipo de papagaio \| V. sooy’ \| \| tẽtek \| andorinha-do-campo, ave da família dos hirundinídeos, Progne tapera \| V. sɨsɨɨ́w \| \| ti’-kẽ’ \| nome dado a pelo menos duas aves da família dos cuculídeos, a alma-de-gato, Piaya cayana, e a chincoã-pequeno, Coccycua minuta, conhecidas regionalmente como vira-pajé \| \| \| tɨh-ni-pö́g-wë́t \| guaracava-grande, ave da família dos tiranídeos, Elaenia spectabilis \| \| \| tiköp-tiköp \| certo tipo de pássaro, conhecido regionalmente como tico-tico \| \| \| tɨ́m’ \| nome dado a várias aves das famílias dos galbulídeos e buconídeos \| \| \| tɨ́m’-këw \| jacamaraçu, ave da família dos galbulídeos, Jacamerops aureus \| V. tɨ́m’ \| \| tɨ́m’-saa \| ariramba-do-paraíso, ave da família dos galbulídeos, Galbula dea \| V. tɨ́m’ \| \| tɨ́m’-tẽh \| ariramba-de-bico-amarelo, ave da família dos galbulídeos, Galbula albirostris \| V. tɨ́m’ \| \| tön-súk \| coruja-de-crista, ave da família dos strigídeos, Lophostrix cristata \| V. wíh \| \| tötöm’ \| surucuá-grande-de-barriga-amarela, ave da família dos trogonídeos, Trogon viridis \| \| \| tóy-hõn \| mãe-da-lua, certo tipo de coruja, ave da família dos nictibídeos, Nyctibius griseus \| V. súk \| \| tun-wuk \| certo tipo de pássaro \| \| \| ũj \| morcego, termo genérico \| \| \| ũj-kääç \| certo tipo de morcego \| \| \| wã’ \| urubu, nome genérico para aves da família dos catartídeos: \| \| \| wã’-baag \| urubu-rei, ave da família dos catartídeos, Sarcoramphus papa, conhecido regionalmente também como urubu-branco \| V. wã’ \| \| wã’-sẽ́’ \| cracaraí, certo tipo de urubu \| V. wã’ \| \| waak \| savacu, ave da família dos ardeídeos, Nycticorax nycticorax, conhecido regionalmente como taiaçu-uirá \| \| \| wãas \| anu-preto, ave da família dos crotofagíneos, Crotophaga ani \| \| \| wáç-wëw’ \| vira-pajé, certo tipo de pássaro \| \| \| wah-san \| inhambu-de-coroa-preta, ave da família dos tinamídeos, Crypturellus atrocapillus \| V. móh \| \| wa-tara’-kow \| certo tipo de pássaro comestível \| \| \| wã-tũç \| urubu-de-cabeça-preta, ave da família dos catartídeos, Coragyps atratus \| V. wã’ \| \| wẽh \| pombo, nome genérico para as aves da família dos columbídeos: \| \| \| wẽhep-pöp \| pomba-botafogo, ave da família dos columbídeos, Patagioenas subvinacea \| V. wẽh \| \| wero-súk \| corujinha-orelhuda, ave da família dos nictibídeos, Megascops watsonii, conhecida regionalmente como mãe-da-lua \| V. súk \| \| wë́t-säwä’-ti \| gritador, ave da família dos tiraninídeos, Sirystes sibilator \| \| \| wë́t-tägä-beew \| patinho-de-coroa-branca, ave da família dos tiranídeos, Platyrinchus platyrhynchos \| \| \| wíh \| gavião, nome genérico para as aves da família dos acipitrídeos: \| \| \| wíh-duum-sat \| cauré, ave da família dos falconídeos, Falco rufigularis \| V. wíh \| \| wihi-tim’ \| gavião-tesoura, ave da família dos acipitrídeos, Elanoides forficatus \| V. wíh \| \| wíh-pö́g \| gavião-preto, ave da família dos acipitrídeos, Buteogallus urubitinga \| V. wíh \| \| wiis \| rendeira, ave da família dos piprídeos, Manacus manacus \| \| \| wisi-böö́y-yap \| martim-pescador-grande, ave da família dos alcedinídeos, Ceryle torquatus \| \| \| wohoto-wë́t \| flautim-pardo, ave da família dos tiranídeos, Cnipodectes subbrunneus \| \| \| wö́’ \| mãe-da-lua-gigante, ave da família dos nictibídeos, Nyctibius grandis \| \| \| wöwöt \| certo tipo de pássaro que canta na época da colheita de frutas \| \| \| yãama-wë́t \| certo tipo de pássaro \| \| \| yãh-sepe’ \| periquito-de-bochecha-parda, ave da família dos psitacídeos, Aratinga pertinax \| V. sĩis \| \| yãh-sooy’-tẽh \| papagaio-dos-garbes, ave da família dos psitacídeos, Amazona kawalli \| V. sooy’ \| \| yák \| nome genérico para araras, aves da família dos psitacídeos: \| \| \| yák-pö́g ~ sän-yák \| araracanga, ave da família dos psitacídeos, Ara macao \| V. yák \| \| yák-seew \| maracanã-do-buriti, ave da família dos psitacídeos, Orthopsittaca manilata \| V. yák \| \| yäk \| curica, ave da família dos psitacídeos, Amazona amazonica \| \| \| yäräh-hu’ \| trinta-réis-grande, ave da família dos sternídeos, Phaetusa simplex \| \| \| yé’-hörö’ \| nome dado a pelo menos três aves da família dos buconídeos: chora-chuva-de-asa-branca, Monasa atra, chora-chuva-preto, Monasa nigrifrons, chora-chuva-de-cara-branca, Monasa morphoeus \| \| \| yé’-wã’ \| urubuzinho, ave da família dos buconídeos, Chelidoptera tenebrosa \| \| \| yë́ç \| jacu, ave da família dos cracídeos, provavelmente a Penelope jacquacu \| \| \| yit \| certo tipo de pássaro \| \| \| yɨ́h \| curió, ave da família dos emberizídeos, Sporophila angolensis \| \| \| yɨ́h-wë́t \| certo tipo de ave, conhecida regionalmente como pássaro-capim \| \| \| yöög-pɨ \| socó-boi-baio, ave da família dos ardeídeos, Botaurus pinnatus, conhecida regionalmente também como cozinheiro \| \| \| yún-sug \| certo tipo de beija-flor comestível, caracterizada por seu grande porte e asas brancas \| \| \| hṍp \| peixe \| \| \| äj \| pirandira, peixe teleósteo caraciforme da família dos caracídeos, subfamília dos characíneos, Charax cf. pauciradiatus \| \| \| baak-hṍp \| certo tipo de peixe conhecido regionalmente como curubiça \| \| \| bääh \| 1. jacundá-grande, peixe teleósteo perciforme da família dos ciclídeos, Crenicichla sp.; 2. nome genérico para jacundás, peixes teleósteos perciformes da família dos ciclídeos: \| \| \| bääh-hëj \| jacundá-liso, peixe teleósteo perciforme da família dos ciclídeos, Crenicichla johanna \| V. bääh \| \| bäähä-tãk \| certo tipo de jacundá, peixe teleósteo perciforme da família dos ciclídeos, Crenicichla cf. lenticulata \| V. bääh \| \| beéç \| sarapó-itui, peixe teleósteo gimnotiforme da família dos gimnotídeos, Sternopygus cf. macrurus \| \| \| beéç-tẽh \| certo tipo de sarapó, peixe teleósteo gimnotiforme da família dos hipopomídeos, Brachyhypopomus sp. \| \| \| bë́j \| jandiá, peixe teleósteo siluriforme da família dos heptapterídeos, Rhamdia laukidi \| \| \| bɨg-kä́’ \| certo tipo de peixe \| \| \| bɨj \| 1. matrinxã, peixe teleósteo caraciforme da família dos caracídeos, Brycon sp.; 2. nome genérico dos peixes matrinxã: \| \| \| bɨj-duum-hëj \| certo tipo de matrinxã vermelho \| V. bɨj \| \| bɨj-duum-saa \| matrinxã-preto, peixe teleósteo caraciforme da família dos caracídeos, subfamília dos briconíneos, Brycon melanopterus \| V. bɨj \| \| bɨj-pö́g \| certo tipo de matrinxã grande \| V. bɨj \| \| bɨj-tẽh \| certo tipo de matrinxã pequeno \| V. bɨj \| \| bón \| peixe teleósteo ciprinodontiforme da família dos rivulídeos, Rivulus sp. \| \| \| boo’-koog \| certo tipo de peixe conhecido regionalmente como daguirú \| \| \| boo’-kööm \| certo tipo de peixe conhecido regionalmente como daguirú \| \| \| böhö’-pãt-hṍp \| pirandira, peixe teleósteo caraciforme da família dos cinodontídeos, Cynodon septenarius \| \| \| böö́’ \| tucunaré, nome dado a vários peixes teleósteos percomorfos da família dos ciclídeos, Cichla spp. \| \| \| böö́’-pö́g \| tucunaré-grande \| V. böö́’ \| \| böö́’-pöhöw \| tucunaré-amarelo \| V. böö́’ \| \| böö́’-sĩk \| certo tipo de tucunaré \| V. böö́’ \| \| böö́h-keet-hṍp \| certo tipo de peixe conhecido regionalmente como jandiá \| \| \| böö́h-keet-noon \| certo tipo de peixe conhecido regionalmente como jandiá \| \| \| böö́y \| 1. trairão, peixe teleósteo caraciforme da família dos eritrinídeos, Hoplias aff. lacerdae; 2. nome genérico para traíra: böö́y-täg-nɨh traíra \| \| \| böö́y-täg-nɨh \| traíra, peixe teleósteo caraciforme da família dos eritrinídeos, Hoplias aff. malabaricus \| V. böö́y \| \| buut \| poraquê ou peixe-elétrico, peixe teleósteo gimnotiforme da família dos electroforídeos, Electrophorus electricus \| \| \| buy-rok-deét \| peixe teleósteo siluriforme da família dos cetopsídeos, Helogenes marmoratus \| \| \| dëw \| pirandira, peixe teleósteo caraciforme da família dos cinodontídeos, Hydrolycus tatauaia \| \| \| doog-muhu’ \| certo tipo de tucunaré \| V. böö́’ \| \| dook \| certo tipo de peixe \| \| \| dook-ey \| certo tipo de peixe \| \| \| dooko-wöh \| jeju-mirim, peixe teleósteo caraciforme da família dos eritrinídeos, Erythrinus sp. \| \| \| dook-pö́g \| acarapuru, peixe teleósteo caraciforme da família dos eritrinídeos, Erythrinus erythrinus \| \| \| dööm \| acará, nome dado a vários peixes teleósteos perciformes da família dos ciclídeos, como o Laetacara flavilabris: mih-dööm; su’-keét-dööm; tɨh-mi-pö́g-dööm; tõh-dööm \| \| \| döö́p-hṍp \| certo tipo de peixe conhecido regionalmente como curubiça \| \| \| duúç-tɨt \| peixe teleósteo siluriforme da família dos tricomicterídeos, Ituglanis sp. \| \| \| hát-wohot \| dumé, peixe teleósteo caraciforme da família dos anostomídeos, Leporinus sp.3 \| \| \| häh \| nome dado a alguns bodós (cascudos), peixes teleósteos siluriformes da família dos loricarídeos, como o Dekeyseria sp. e o Pseudolithoxus cf. nicoi: häh-taj; súm-häh; tɨh-mi-pö́g-häh; yë́w-häh \| \| \| häh-taj \| bodó, peixe teleósteo siluriforme da família dos loricarídeos, Parotocinclus polyochrus \| V. häh \| \| hẽy’-baah-kẽ́g \| peixe conhecido regionalmente como pedreiro \| \| \| hɨ \| pirandira, peixe teoleósteo caracifome da família dos cinodontídeos, Hydrolycus sp. \| \| \| hɨ-saa \| pirandira-preta, peixe teoleósteo caracifome da família dos cinodontídeos, Hydrolycus sp. \| \| \| hṍp-hõ-täg \| certo tipo de sardinha, peixe teleósteo caraciforme da família dos caracídeos, Triportheus albus \| \| \| hṍp-póy \| surubim, nome dado a vários peixes teleósteos siluriformes da família dos pimelodídeos: hṍp-poy-hɨ’-ni certo tipo de surubim \| \| \| hṍp-póy-hɨ’-ni \| surubim-listrado, peixe teleósteo siluriforme da família dos pimelodídeos, Pseudoplatystoma fasciatum \| V. hṍp-poy \| \| hṍp-poyo-tõm’ \| peixe conhecido regionalmente como pirabotão \| \| \| hṍp-poy-saa \| certo tipo de piraíba, peixe teleósteo siluriforme da família dos pimelodídeos, Brachyplatystoma vaillantii \| \| \| huhu’ \| nome genérico dos pacus, peixes teleósteos caraciformes da família dos serrassalmídeos: \| V. wë, masabário \| \| húhu’-baag \| pacu-branco, peixe teleósteo caraciforme da família dos caracídeos, subfamília dos serrasalmíneos, Myleus sp. \| V. húhu’ \| \| húhu’-hëj \| pacu-vermelho, peixe teleósteo caraciforme da família dos caracídeos, subfamília dos serrasalmíneos, Myleus cf. asterias \| V. húhu’ \| \| húhu’-yöög \| certo tipo de piaba, peixe teleósteo caraciforme da família dos caracídeos, Moenkhausia hemigrammoides \| \| \| huruk \| certo tipo de mandi, peixe teleósteo siluriforme da família dos pimelodídeos, Pimelodus ornatus \| \| \| huy \| certo tipo de piaba \| \| \| huy-duum-hõ \| certo tipo de piaba, peixe teleósteo caraciforme da família dos caracídeos, Jupiaba abramoides \| \| \| huy-tíw-ni \| certo tipo de piaba, peixe teleósteo caraciforme da família dos caracídeos, Jupiaba aff. anteroides \| \| \| ɨt \| nome genérico para piranha, peixes teleósteos caraciformes da família dos serrassalmídeos: ɨt-kääç; ɨtɨ-kääç; ɨt-nowoh-hëj; púh-ɨt \| \| \| ɨt-kääç \| certo tipo de piranha \| V. ɨt \| \| ɨtɨ-kääç \| certo tipo de piranha \| V. ɨt \| \| ɨt-nowoh-hëj \| piranha, peixe teleósteo caraciforme da família dos caracídeos, subfamília dos serrasalmíneos, Serrasalmus sp. \| V. ɨt \| \| kã’i \| certo tipo de peixe \| \| \| puhu-wäg-pö́g \| certo tipo de peixe \| \| \| käkääw \| certo tipo de piaba, peixe teleósteo caraciforme da família dos caracídeos, Knodus sp.2 \| \| \| käkääw-dëdëm \| certo tipo de piaba, peixe teleósteo caraciforme da família dos caracídeos, Moenkhausia oligolepis \| \| \| keen-keet-hṍp \| peixe conhecido regionalmente como barba-chata \| \| \| keen-so \| certo tipo de peixe \| \| \| kéw \| nome dado a vários tipos de piabas: kewe-yun; kéw-nuh-ë’; kéw-tabaa’ \| \| \| kéw-nuh-ë’ \| certo tipo de piaba \| V. kéw \| \| kéw-tabaa’ \| certo tipo de piaba \| V. kéw \| \| kewe-yun \| certo tipo de piaba \| V. kéw \| \| kɨɨm’-hew \| peixe teleósteo siluriforme da família dos loricarídeos, Loricaria sp. \| \| \| kooç-täg \| peixe conhecido regionalmente como peixe-cachorro \| \| \| koog-saa \| peixe conhecido regionalmente como acará-preto \| \| \| koog-yöög \| certo tipo de piaba \| \| \| kooh \| nome dado a vários tipos de saranas, peixes teleósteos caraciformes da família dos curimatídeos, como o Cyphocharax multilineatus e Curimatella alburna \| \| \| kooh-pës-tawak \| certo tipo de sarana, peixe teleósteo caraciforme da família dos curimatídeos, Cyphocharax spilurus \| \| \| kooh-pö́g \| jaraqui, peixe teleósteo caraciforme da família dos caracídeos, Hemigrammus barrigonae \| \| \| kooh-tẽh \| certo tipo de peixe conhecido regionalmente como jaraqui \| \| \| kũ’-nuh \| certo tipo de peixe conhecido regionalmente como capadinho \| \| \| kukuy \| cuiu-cuiu, nome dado a pelo menos dois peixes teleósteos siluriformes da família dos doradídeos, o Leptodoras cf. linnelli e o Anduzedoras oxyrhynchus \| \| \| kurubisa-pë \| curubiça, peixe teleósteo beloniforme da família dos belonídeos, Potamorrhaphis guianensis \| \| \| kusërë \| certo tipo de piaba, peixe teleósteo caraciforme da família dos caracídeos, Moenkhausia collettii \| \| \| maay \| itui-preto, peixe teleósteo gimnotiforme da família dos hipopomídeos, Hypopygus sp. \| \| \| maay-yöög \| certo tipo de peixe \| \| \| mah-saa-bari \| certo tipo de peixe conhecido regionalmente como itui-de-pacu \| \| \| mama’-yakú \| certo tipo de peixe conhecido regionalmente como anujá \| \| \| mapará \| certo tipo de peixe \| \| \| masabário \| certo tipo de pacu \| V. húhu’ \| \| meeh-pö́g-baah \| certo tipo de sardinha, peixe teleósteo caraciforme da família dos caracídeos, subfamília dos iguanodectíneos, Iguanodectes spilurus \| \| \| meeh-pö́g-bääh-hṍp \| certo tipo de sardinha \| \| \| met \| certo tipo de piaba, peixe teleósteo caraciforme da família crenuchídeos, Poecilocharax weitzmani \| \| \| mét-täg \| patauá-caroço, peixe teleósteo caraciforme da família dos hemiodontídeos, Hemiodus thayeria \| \| \| míh-dööm \| certo tipo de peixe conhecido regionalmente como acará \| V. dööm \| \| mih-naw-böö́’ \| certo tipo de peixe conhecido regionalmente como sarabiano \| \| \| mín-hṍp \| certo tipo de peixe \| \| \| mohoh \| certo tipo de peixe conhecido regionalmente como cambeu \| \| \| mot \| certo tipo de peixe \| \| \| naan \| certo tipo de peixe \| \| \| nahaw-yöög \| certo tipo de peixe conhecido regionalmente como macucú \| \| \| néw-book \| certo tipo de peixe conhecido regionalmente como acará-pintado \| \| \| níw’-book \| acará-pintado, peixe teleósteo perciforme da família dos ciclídeos, Heros sp. \| \| \| noho-saa \| certo tipo de peixe conhecido regionalmente como jacundá-de-boca-preta \| \| \| nowoh-hëj-hṍp \| aracu-de-rabo-vermelho, peixe teleósteo caraciforme da família dos anostomídeos, Leporinus brunneus \| \| \| ó’ \| nome dado a pelo menos dois tamoatás, peixes teleósteos siluriformes da família dos calictídeos, Callichthys callichthys e Callichthys serralabium \| \| \| ó’-körë́h \| certo tipo de tamoatá, peixe teleósteo siluriforme da família dos calictídeos, Megalechis thoracata \| \| \| ow \| certo tipo de aracu \| V. wohot \| \| páç-hṍp \| certo tipo de pescado, peixe teleósteo clupeiforme da família engraulídeos, Anchoviella sp. \| \| \| pas \| 1. mandubé, peixe teleósteo siluriforme da família dos auquenipterídeos, Ageneiosus brevifilis; 2. nome genérico para todos os tipos de mandubé: pás-sooç; pás-ut-ni \| \| \| pas-sooç \| certo tipo de mandubé \| V. pas \| \| pas-ut-ni \| certo tipo de mandubé, conhecido como mandubé-mirim \| V. pas \| \| péj-hap-baah \| nome dado a vários bodós (cascudos), peixes teleósteos siluriformes da família dos loricarídeos, como o Farlowella cf. schreitmuelleri, o Rineloricaria lanceolata, e o Rineloricaria sp. \| \| \| pẽnásero \| certo tipo de peixe \| \| \| pẽy \| acará-trovão, peixe teleósteo perciforme da família dos ciclídeos, Satanoperca jurupari \| \| \| pẽy-nowo-tã́g \| certo tipo de acará, peixe teleósteo perciforme da família dos ciclídeos, Apistogramma sp.1 \| \| \| pë́n-book-mah-yu’ \| certo tipo de peixe \| \| \| púh-ɨt \| certo tipo de piranha \| V. ɨt \| \| puhu-wä́g \| nome dado a vários candirus, peixes teleósteos siluriformes da família dos cetopsídeos, como o Cetopsis cf. parma, o Pseudocetopsis macilentus e o Gelanoglanis sp. \| \| \| saak-sɨ̃n \| certo tipo de peixe conhecido regionalmente como mandi \| \| \| saák-soo-sët \| bauari, peixe teleósteo perciforme da família dos ciclídeos, Mesonauta insignis \| \| \| saak-tíh \| certo tipo de peixe \| \| \| saay-dɨn \| certo tipo de peixe \| \| \| seé’ \| arraia, nome dado aos peixes cartilaginosos da classe dos condrictes ou elasmobrânquios, como o Potamotrygon sp.: seé’-píh arraia-mirim \| \| \| seé’-píh \| certo tipo de peixe conhecido como arraia-mirim \| \| \| sẽéç-tëg-böö́’ \| certo tipo de tucunaré \| V. böö́’ \| \| sĩmiro \| (empréstimo do Tukano) certo tipo de mandi, peixe teleósteo siluriforme da família dos pimelodídeos, Pimelodus cf. albofasciatus \| \| \| sisií’-nów \| certo tipo de peixe conhecido regionalmente como serrotão \| \| \| sɨɨp-keet-hṍp \| sarapó-branco, peixe teleósteo gimnotiforme da família dos gimnotídeos, Rhabdolichops eastwardi \| \| \| sɨɨp-keet-hṍp-oh \| certo tipo de itui, peixe teleósteo gimnotiforme da família dos gimnotídeos, Eigenmannia sp. \| \| \| sɨɨw-daak-nɨh \| certo tipo de peixe conhecido regionalmente como tamoatá \| \| \| sɨɨw-të́g \| certo tipo de piaba, peixe teleósteo caraciforme da família dos chilodontídeos, Chilodus punctatus \| \| \| sokät-hṍp-duum-hëj \| peixe-cachorro, peixe teleósteo caraciforme da família dos acestrorhincídeos, Acestrorhynchus falcatus \| \| \| sokät-hõpo’-pöw \| certo tipo de peixe conhecido regionalmente como pirapucú \| \| \| soo \| peixe-espada, peixe teleósteo gimnotifome da família dos ranfctídeos, Rhamphichthys rostratus \| \| \| sõow \| nome dado a certas piabas, peixes teleósteos caraciformes da família dos lebiasinídeos, como o Copella cf. compta e o Pyrrhulina semifasciata \| \| \| su’-keét-dööm \| certo tipo de peixe conhecido regionalmente como acará \| V. dööm \| \| súk-pãt \| certo tipo de sarapó, peixe teleósteo gimnotiforme da família dos gimnotídeos, Gymnotus aff. carapo \| \| \| súm-häh \| certo tipo de bodó, peixe teleósteo siluriforme da família dos loricarídeos, Hypancistrus cf. inspector \| V. häh \| \| suuy’ \| coridora, nome dado a pelos menos cinco peixes teleósteos siluriformes da família dos calictídeos, como o Corydoras tukano e o Corydoras melini \| \| \| tat-hṍp \| araripirá, peixe teleósteo caraciforme da família dos caracídeos, Chalceus macrolepidotus \| \| \| tãw-yö́w \| certo tipo de peixe conhecido regionalmente como jacundá-mirim \| \| \| tëguh-wohot \| patauá-caroço, peixe teleósteo caraciforme da família dos anostomídeos, Anostomus anostomus \| \| \| tẽték \| carauataí, peixe teleósteo siluriforme da família dos auquenipterídeos, Tatia cf. creutzbergi \| \| \| tẽték-hɨ-ni \| certo tipo de peixe conhecido regionalmente como carauati \| \| \| tɨh-mi-pö́g-dööm \| acará, peixe teleósteo perciforme da família dos ciclídeos, Aequidens sp.2 \| V. dööm \| \| tɨh-mi-pö́g-häh \| nome dado a alguns bodós, peixes teleósteos siluriformes da família dos loricarídeos, como o Ancistrus sp.1 e o Ancistrus sp.2 \| V. häh \| \| tõh-dööm \| certo tipo de acará, peixe teleósteo perciforme da família dos ciclídeos, Aequidens sp.1 \| V. dööm \| \| tõj \| jacundá, nome dado a alguns peixes teleósteos perciformes da família dos ciclídeos, como o Crenicichla sp. e o Crenicichla cf. wallacii \| \| \| tus \| certo tipo de peixe conhecido regionalmente como sarapó \| \| \| wah-pa’ \| certo tipo de piaba \| \| \| wák-hṍp \| nome dado a algumas piabas, peixes teleósteos caraciformes da família dos caracídeos, como o Astyanax sp. e o Moenkhausia comma \| \| \| wäk-wiíh \| certo tipo de peixe conhecido regionalmente como sarapó \| \| \| wë \| certo tipo de peixe conhecido regionalmente como pacu \| V. húhu’ \| \| wég-soo \| peixe-espada-mirim, peixe teleósteo gimnotiforme da família dos hipopomídeos, Gymnorhamphichthys rondoni \| \| \| wég-yoh-wewég \| piroca, peixe teleósteo siluriforme da família dos tricomicterídeos, Stauroglanis gouldingi \| \| \| wewég-baag \| certo tipo de mandi, peixe teleósteo siluriforme da família dos heptapterídeos, Pimelodella sp. \| \| \| wewég-péj \| certo tipo de mandi, peixe teleósteo siluriforme da família dos heptapterídeos, Mastiglanis asopos \| \| \| wewég-saa \| certo tipo de mandi, peixe teleósteo siluriforme da família dos heptapterídeos, Pimelodella aff. cristata \| \| \| wíh-böö́y \| certo tipo de peixe \| \| \| wiíh \| certo tipo de sarapó, peixe teleósteo gimnotiforme da família dos gimnotídeos, Gymnotus coropinae \| \| \| wirári \| arauiri, peixe teleósteo caraciforme da família dos caracídeos, subfamília dos briconíneos, Brycon pesu \| \| \| wohot \| aracu, piau, nome dado às várias espécies de aracus, peixes teleósteos caraciformes da família dos anostomídeos \| \| \| wohot-baag \| nome dado a pelo menos três tipos de aracus, peixes teleósteos caraciformes da família dos anostomídeos: 1. aracu-riscado, Leporinus agassizii; 2. aracu-três-pontas, Leporinus friderici; 3. aracu-branco, Leporinus sp.2 \| \| \| wohot-bööt-hëj \| aracu-listrado, peixe teleósteo caraciforme da família dos anostomídeos, Leporinus sp.1 \| \| \| wohoto-boot \| certo tipo de aracu-listrado \| \| \| wohot-saa \| aracu-de-pau, peixe teleósteo caraciforme da família dos anostomídeos, Leporinus klausewitzi \| \| \| wóh-tö́g \| certo tipo de peixe \| \| \| woóh \| certo tipo de peixe \| \| \| wöwön \| certo tipo de peixe \| \| \| yãam-hɨ’ \| certo tipo de peixe pintado conhecido regionalmente como daguiru \| \| \| yãam-seé’ \| certo tipo de peixe \| \| \| yãh-buuh-beej-sak \| rabeca, peixe teleósteo siluriforme da família dos aspredinídeos, Bunocephalus cf. knerii \| \| \| yák-hṍp \| pirarara, peixe teleósteo siluriforme da família dos pimelodídeos, Phractocephalus sp. \| \| \| yák-hṍp-yöög \| certo tipo de piaba \| \| \| yak-tó’-hṍp \| certo tipo de juiarana, peixe teleósteo caraciforme da família dos hemiodontídeos, Hemiodus semitaeniatus \| \| \| yak-tó’-hṍp-duum-saa \| certo tipo de juiarana, peixe teleósteo caraciforme da família dos hemiodontídeos, Bivibranchia fowleri \| \| \| yay \| certo tipo de jeju, peixe teleósteo caraciforme da família dos eritrinídeos, Hoplerythrinus unitaeniatus \| \| \| yay-hĩ́w \| certo tipo de peixe conhecido regionalmente como jeju \| \| \| yẽ’ \| certo tipo de pacu, peixe teleósteo caraciforme da família dos caracídeos, subfamília dos serrasalmíneos, Utiaritichthys sp. \| \| \| yé’-húhu’ \| certo tipo de peixe \| \| \| yë́w-häh \| certo tipo de bodó, peixe teleósteo siluriforme da família dos loricarídeos, Hypostomus sp. \| V. häh \| \| yíw-ɨt \| certo tipo de piranha \| \| \| yó’-tẽh \| certo tipo de mandi, peixe teleósteo siluriforme da família dos heptapterídeos, Rhamdia sp. \| \| \| yõh \| muçum, peixe teleósteo simbranquiforme da família dos simbranquídeos, Synbranchus sp.1 \| \| \| yóp \| certo tipo de peixe conhecido regionalmente como anujá \| \| \| yóp-ũj \| certo tipo de peixe conhecido regionalmente como anujá-morcego \| \| \| yöög \| piaba \| \| \| yöög-duum-hëj \| certo tipo de piaba, peixe teleósteo caraciforme da família dos caracídeos, Moenkhausia diktyota \| \| \| yöög-hëj \| certo tipo de piaba \| \| \| yöög-pë \| nome dado a algumas piabas, peixes teleósteos caraciformes da família dos caracídeos, como o Bryconops cf. humeralis e o Moenkhausia lepidura \| \| \| yuhup-pãt-täk-yap \| certo tipo de pacu, peixe teleósteo caraciforme da família dos caracídeos, subfamília dos serrasalmíneos, Tometes sp. \| \| \| yukúrupi \| certo tipo de daguiru, peixe teleósteo siluriforme da família dos auquenipterídeos, Centromochlus macracanthus \| \| \| yukúrupi-tɨh-ãy \| certo tipo de daguiru, peixe teleósteo siluriforme da família dos auquenipterídeos, Tatia cf. brunnea \| \| \| yum-pɨ̃ \| certo tipo de peixe conhecido regionalmente como peixe-agulha \| \| \| sõhóm \| caranguejo \| \| \| säsä’ \| camarão \| \| \| yó’ \| caba, vespa \| \| \| dón \| abelha \| \| \| tötöh \| borboleta \| \| \| huhúy \| cigarra \| \| \| hún \| formiga \| \| \| tat \| taracuá \| \| \| wíw \| tocandira \| \| \| buu’ \| cupim \| \| \| sũs \| grilo, gafanhoto \| \| \| kɨ̃kɨ́h \| lagarta \| \| \| hohoh \| sapo, rã \| \| \| dudun \| girino \| \| \| hohoh \| 1. sapo-cururu; 2. nome genérico para sapos e rãs \| \| \| sɨsɨɨm’ \| mosquito \| \| \| buuh \| mutuca \| \| \| hö́h \| borrachudo \| \| \| hu’ \| pium \| \| \| kii \| carapanã, pernilongo, muriçoca \| \| \| pop \| certo tipo de mosca \| \| \| sääm-hu’ \| certo tipo de pium bem pequeno \| \| \| sẽéç-tũri \| certo tipo de mosca \| \| \| sɨsɨɨm’ \| nome genérico para mosquitos \| \| \| táh-buuh \| certo tipo de mutuca \| \| \| yë́w-hohok \| certo tipo de mosquito \| \| \| boós \| 1. libélula; 2. helicóptero \| \| \| dadáp \| barata \| \| \| dön \| minhocão \| \| \| kũkúk \| certo tipo de carrapato pequeno \| \| \| ném \| piolho \| \| \| ném-típ \| lêndea \| \| \| nunut \| mariposa, bicho-de-luz \| \| \| sáy \| centopéia \| \| \| wiwij \| certo tipo de libélula \| \| | |                  |
| Yuhup | Glosa | Ver também       |
| bɨ | criação, animal doméstico |                  |
| wara’-wë́t ~ wero-wë́t ~ were-wë́t | galo, galinha |                  |
| bɨg | tamanduá-bandeira, mamífero da ordem edentada, família dos mirmecofagídeos, Myrmecophaga tridactyla |                  |
| böbööm | certo tipo de tamanduá de tamanho médio |                  |
| dëh-táh | capivara, mamífero da ordem rodentia, família dos hidrochaerídeos, Hydrochaeris hydrochaeris |                  |
| kaaj | cutiuaia, cutiara ou cutia-de-rabo, mamífero da ordem rodentia, família dos dasiproctídeos, Myoprocta pratti |                  |
| kĩri ~ yõn | uariri, tamanduá-colete ou tamanduá-mirim, mamífero da ordem edentada, família dos mirmecofagídeos, Tamandua tetradactyla                                                                                                  |                  |
| maay | mucura, gambá-de-orelha-preta, mamífero da ordem marsupial, família dos didelfídeos, Didelphis sp. |                  |
| mét | cutia, cutia-dourada, mamífero da ordem rodentia, família dos dasiproctídeos, Dasyprocta aguti |                  |
| mih-naw | paca, mamífero da ordem rodentia, família dos dasiproctídeos, Agouti paca |                  |
| púg | coandu, porco-espinho, ouriço-cacheiro, mamífero da ordem rodentia, família dos eretizontídeos, Coendou prehensilis |                  |
| púg-kãç | certo tipo de coandu |                  |
| táh | anta, mamífero da ordem perissodactila, família dos tapirídeos, Tapirus terrestris |                  |
| tõh | 1. porco queixada, mamífero da família dos taiaçuídeos, Tayassu pecari; 2. nome genérico para porcos |                  |
| tõh-mét | porco caititu, mamífero da família dos taiaçuídeos, Tayassu tajacu | V. tõh           |
| yok | 1. ariranha, mamífero da ordem carnívora, família dos mustelídeos, Pteronura brasiliensis; 2. nome genérico para ariranhas                                                                                                 |                  |
| yok-kṹç | certo tipo de ariranha |                  |
| yõn ~ kĩri | uariri, tamanduá-colete ou tamanduá-mirim, mamífero da ordem edentada, família dos mirmecofagídeos, Tamandua tetradactyla                                                                                                  |                  |
| yãam | onça |                  |
| dɨh-yãam | certo tipo de felino considerado onça |                  |
| hoho’-yãam | certo tipo de felino considerado onça |                  |
| tɨrɨ’-köy | gato-maracajá, mamífero da família dos felídeos, Leopardus wiedii, considerado onça |                  |
| tõho’-yãam | certo tipo de felino considerado onça |                  |
| wɨhɨt-keét-yãam | jaguatirica, felino da família dos felídeos, Felis pardalis, considerado onça |                  |
| yãam | termo genérico para onças, mamíferos da família dos falídeos |                  |
| yãam-dö’ | onça-vermelha, suçuarana, mamífero da família dos felídeos, Puma concolor |                  |
| yãam-pö́g | onça-pintada, mamífero da família dos felídeos, Panthera onca |                  |
| yãam-saa | onça-preta, mamífero da família dos felídeos, Panthera onca |                  |
| hát | 1. jacaré-açu, réptil da ordem crocodilia, família dos aligatorídeos, Melanosuchus niger; 2. jacaré, nome genérico dos répteis crocodilianos                                                                               |                  |
| hát-nuh-hö́m | jacaré-coroa, réptil da ordem crocodilia, família dos aligatorídeos, Paleosuchus palpebrosus |                  |
| hát-saa | certo tipo de jacaré preto |                  |
| hata’-wã’ | jacaretinga, réptil da ordem crocodilia, família dos aligatorídeos, Caiman crocodilus |                  |
| wë́y | tatu |                  |
| hohóy | tatu-rabo-mole, mamífero da família dos dasipodíceos, Cabassous unicinctus |                  |
| wë́y | 1. tatu-canastra, mamífero da família dos dasipodídeos, Priodontes maximus; 2. nome genérico para tatus, mamíferos da família dos dasipodídeos                                                                             |                  |
| yë́w | tatu-quinze-quilos, mamífero da família dos dasipodíceos, Dasypus kappleri |                  |
| yë́w-pö́g | tatu-galinha, mamífero da família dos dasipodíceos, Dasypus novemcinctus |                  |
| míh | jabuti |                  |
| háy-míh | jabuti-do-pé-amarelo, quelônio da família dos testudinídeos, Geochelone denticulata |                  |
| míh | 1. jabuti; 2. nome genérico para os quelônios |                  |
| míh-dooh | upé |                  |
| míh-pö́g | certo tipo de jabuti |                  |
| saa-míh | certo tipo de jabuti |                  |
| saay-míh | certo tipo de tartaruga, quelônio da família dos quelídeos, Platemys platycephala |                  |
| sipi-sööm | matamatá, quelônio da família dos quelídeos, Chelus fimbriatus |                  |
| täg-míh | certo tipo de jabuti |                  |
| mohóy | nome genérico para veados, mamíferos da família dos cervídeos |                  |
| mohóy-hä́w | certo tipo de veado vermelho e grande |                  |
| mohóy-saa | certo tipo de veado preto e de chifres |                  |
| mohóy-yẽ́y | certo tipo de veado pequeno |                  |
| kän hũ | “caças que pulam de galho em galho” |                  |
| ẽ́ç | uacari-preto, macaco da família dos cebídeos, Cacajao melanocephalus |                  |
| hoh-säk | certo tipo de esquilo |                  |
| köö́g | zogue-zogue, macaco da família dos cebídeos, Callicebus torquatus torquatus |                  |
| kukuy ~ yukuy | macaco-da-noite, macaco da família dos cebídeos, Aotus vociferans, considerado um ser metafísico maléfovo |                  |
| moóh | certo tipo de mamífero considerado macaco |                  |
| móy | macaco-caiarara, macaco da família dos cebídeos, Cebus albifrons |                  |
| noh-siíj’ | macaquinho-preto |                  |
| öh | macaco-barrigudo, mamífero da ordem primata, família dos cebídeos, Lagothrix lagotricha |                  |
| pãn | preguiça-real, mamífero da ordem edentada, família dos bradipodídeos, Choloepus didactylus |                  |
| péj-su | certo tipo de mamífero considerado macaco |                  |
| pöh-koog | macaco-aranha ou coatá, mamífero da ordem primata, família dos cebídeos, Ateles belzebuth marginatus |                  |
| sɨ̃́ç | macaquinho |                  |
| su | quati, nome dado aos mamíferos da família dos procionídeos, Nasua sp. |                  |
| tẽ | tamanduá-í, mamífero da ordem edentada, família dos mirmecofagídeos, Cyclopes didactylus |                  |
| tehe | certo tipo de mamífero considerado macaco |                  |
| túg | guariba, macaco da família dos cebídeos, Alouatta seniculus sp. |                  |
| wáç | 1. macaco-prego, macaco da família dos cebídeos, Cebus apella apella; 2. nome genérico para macacos |                  |
| wẽhén | certo tipo de macaco-da-noite |                  |
| wṍm | esquilo, mamífero da ordem rodentia, família dos sciurídeos, Sciurus spadiceus |                  |
| yukuy ~ kukuy | macaco-da-noite, macaco da família dos cebídeos, Aotus vociferans, considerado um ser metafísico malévolo |                  |
| kë hũ | “caças de asa” |                  |
| boot-yë́ç | certo tipo de jacu |                  |
| móh | inambu, inhambu |                  |
| móh-pö́g | inhambu-de-cabeça-vermelha |                  |
| móh-tẽh | inhambu-galinha |                  |
| moy-tun | urumutum |                  |
| popo | certo tipo de inhambu |                  |
| sɨm | mutum |                  |
| sók | marianito |                  |
| sokät | tucano |                  |
| wa-tara’-kow’ | jacupeua |                  |
| yë́ç | jacu |                  |
| dahah-nuh | certo tipo de calango |                  |
| hara-móh | certo tipo de calango grande |                  |
| hát | jacaré |                  |
| kɨ̃kɨ́h | certo tipo de lagartixa |                  |
| móy-kéw | certo tipo de calango |                  |
| ow | nome genérico para calangos |                  |
| ow-boo’ | certo tipo de calango |                  |
| pẽ́n | certo tipo de calango |                  |
| pom | camaleão, iguana, réptil da família dos iguanídeos, Iguana iguana |                  |
| wääm | certo tipo de calango |                  |
| dahah | cobra |                  |
| baaw | certo tipo serpente venenosa |                  |
| babaáw | cobra-de-duas-cabeças, réptil lacertílio da família dos anfsbenídeos, Amphisbaena sp. |                  |
| dahah | jararaca, nome genérico para todos os tipos de cobras e serpentes venenosas da família dos viperídeos |                  |
| dëh-hát | certo tipo de cobra |                  |
| dë́h-hũy | certo tipo de cobra |                  |
| dë́h-sɨɨw | certo tipo de cobra-d'água |                  |
| didiíw | certo tipo de cobra pequena |                  |
| dɨɨw | certo tipo de cobra-d'água |                  |
| háy-meeh | jibóia, serpente da família dos boídeos, Boa constrictor |                  |
| hég | surucucu, serpente venenosa da famíliados viperídeos, Lachesis muta |                  |
| meeh-pö́g | sucuri, serpente da família dos boídeos, Eunectes murinus |                  |
| pöh-tɨ̃hɨy | nome dado às jararacas de hábitos arbóreos, Bothrops sp. |                  |
| poy-to | certo tipo de cobra |                  |
| seé’ | certo tipo de cobra |                  |
| sooy’ | cobra-papagaio, serpente da família dos boídeos, Corallus caninus |                  |
| sö́g-tɨt | certo tipo de cobra |                  |
| tëtë́y | cobra-coral, nome dado às serpentes venenosas do gênero Micrurus, da família dos elapídeos e colubrídeos |                  |
| tɨ̃hɨy | certo tipo de cobra de hábitos terrestres |                  |
| wɨ́m | certo tipo de cobra |                  |
| wöh-meeh-pö́g | certo tipo de cobra |                  |
| yẽ | certo tipo de cobra |                  |
| yin | certo tipo de cobra |                  |
| wë́t | pássaro, ave |                  |
| awari | garça-moura, ave da família dos ardeídeos, Ardea cocoi |                  |
| babaç | mutum-de-penacho, ave da família dos cracídeos, Crax fasciolata | V. sɨm           |
| baria-wë́t | marianinha-amarela, ave da família dos tiranídeos, Capsiempis flaveola |                  |
| bäbäw-kääs | certo tipo de pássaro comestível |                  |
| bibih | nome dado a duas aves: choca-preta-e-cinza, família dos tamnophilídeos, Thamnophilus nigrocinereus, e uirapuru-veado, família dos trogloditídeos, Microcerculus marginatus                                                 |                  |
| biis | pipira-vermelha, ave da família dos traupídeos, Ramphocelus carbo |                  |
| bɨg-kä́’ | certo tipo de pássaro |                  |
| bobot-hew | certo tipo de pássaro, considerado “pássaro onça”, por ser usado por pajés em viagens xamãnicas |                  |
| boo’-sũup | ferreirinho-pintado, ave da família dos tiranídeos, Todirostrum chrysocrotaphum |                  |
| booko-meç | saracuruçu, ave da família dos ralídeos, Aramides ypecaha, |                  |
| boók-sṍg | certo tipo de pássaro comestível |                  |
| boos-yë́ç | jacutinga-de-garganta-azul, ave da família dos cracídeos, Aburria cumanensis |                  |
| booto’-wë́t | certo tipo de pássaro |                  |
| boót-wíh | gavião-carijó, ave da família dos acipitrídeos, Rupornis magnirostris | V. wíh           |
| bóy’ | tuju, ave da família dos caprimulgídeos, Lurocalis semitorquatus, conhecido regionalente como bacurau |                  |
| böbö | certo tipo de pássaro |                  |
| böh | rabo-branco-rubro, ave da família dos troquilídeos, Phaethornis ruber, conhecido regionalmente também como beija-flor-mirim                                                                                                | V. sug           |
| böhö́’ | nome genérico para os vários tipos de garças: |                  |
| böhö́’-pö́g | garça-branca-grande, ave da família dos ardeídeos, Ardea alba |                  |
| böhö́’-tẽh | garça-de-campo, ave da família dos aredeídeos, Ardea herodias |                  |
| böö́h-tön-wöw | certo tipo de pássaro comestível |                  |
| böö́y | anacã, ave da família dos psitacídeos, Deroptyus accipitrinus |                  |
| buuy-ták | gavião-de-anta, ave da família dos falconídeos, Daptrius ater | V. wíh           |
| däh ~ dëh-sɨm | mutum-do-norte, ave da família dos cracídeos, Mitu tomentosum | V. sɨm           |
| dë́h dööp tẽh | certo tipo de pássaro |                  |
| dë́h pup | pato, certo tipo de pássaro comestível |                  |
| dë́h-ũj | certo tipo de morcego |                  |
| dë́h-bóy’-baag | certo tipo de pássaro |                  |
| dë́h-bóy’-saa | bacurauzinho, ave da família dos caprimulgídeos, Chordeiles pusillus |                  |
| dë́h-dööp | xexéu, ave da família dos icterídeos, Cacicus cela, conhecido regionalmente como um tipo de japu |                  |
| dëh-körö | nome dado a pelo menos dois pássaros da família dos tresquiornitídeos, o coró-coró, Mesembrinibis cayennensis, e o tapicuru-de-cara-pelada, Phimosus infuscatus, ambos conhecidos regionalmente como jacaúna               |                  |
| dëh-mét | biguatinga, ave da família dos anhingídeos, Anhinga anhinga |                  |
| dëh-sɨm ~ däh | mutum-do-norte, ave da família dos cracídeos, Mitu tomentosum | V. sɨm           |
| dë́h-sokät | biguá, ave da família dos palacrocoracídeos, Phalacrocorax, conhecida regionalmetne como carará |                  |
| dë́h-ya-wíh | caranguejeiro, ave da família dos acipitrídoes, Buteogallus aequinoctialis |                  |
| dëhë-móh | picaparra, ave da família dos heliornitídeos, Heliornis fulica |                  |
| dëhë-naah | biguatinga, ave da família dos anhingídeos, Anhinga anhinga |                  |
| dëhë-po | marreca-de-asa-azul, ave da família dos anatídeos, Anas discors |                  |
| dëhë-sak | nome dado a vários tipos de martim-pescador, aves da família dos alcedinídeos como o martim-pescador-verde, Chloroceryle amazona, o martinho, Chloroceryle americana, e o martim-pescador-pequeno, Chloroceryle inda       |                  |
| dëhë-sak-pö́g | martim-pescador-grande, ave da família dos alcedinídeos, Ceryle torquatus |                  |
| dëhë-sak-tẽh | martim-pescador-pequeno, ave da família dos alcedinídeos, Chloroceryle inda |                  |
| dorok-ha | nome dado a certas aves da família dos tamnoflídeos, como a choquinha-miúda, Myrmotherula erythrura, e choquinha-de-bico-curto, Myrmotherula ignota                                                                        |                  |
| dö | cricrió, ave da família dos cotingídeos, Lipaugus vociferans |                  |
| dë́h tön yö’ | certo tipo de pássaro |                  |
| dööp | japu, nome dado a várias aves da família dos icterídeos, como o japu-pardo, Psarocolius angustifrons, japu-verde, Psarocolius viridis, iraúna-de-bico-branco, Procacicus solitarius                                        |                  |
| dö-wíh | gavião-pernilongo, ave da família dos acipitrídeos, Geranospiza caerulescens | V. wíh           |
| duús | curica-de-bochecha-laranja, ave da família dos psitacídeos, Gypopsitta, conhecida regionalmente como parauari |                  |
| ereh | certo tipo de pássaro |                  |
| ẽw-rãh | tuiuiú, ave da família dos ciconídeos, Jabiru mycteria |                  |
| hã́k | arapapá, ave da família dos ardeídeos, Cochlearius cochlearius |                  |
| häy | certo tipo de pombo comestível |                  |
| hohoç-pö́g | arapaçu-rabudo, ave da família dos dendrocolaptídeos, Deconychura longicauda |                  |
| hohóç-tẽh | pica-pau-anão-do-orinoco, ave da família dos picídeos, Picumnus pumilus |                  |
| hö́m | nome genérico para pica-pau |                  |
| hohóç-tẽh | pica-pau-anão-do-orinoco |                  |
| hö́m-pö́g | pica-pau-de-barriga-vermelha |                  |
| saa-hö́m | pica-pau-amarelo |                  |
| sẽre-meh-tẽ’ | benedito-de-testa-vermelha |                  |
| hö́m-nuuh | certo tipo de pica-pau | V. hö́m           |
| hö́m-pö́g | pica-pau-de-barriga-vermelha, ave da família dos picídeos, Campephilus rubricollis | V. hö́m           |
| höw’-sök | surucuá-de-barriga-vermelha, ave da família dos trogonídeos, Trogon curucui |                  |
| húhu’-wíh | certo tipo de pássaro |                  |
| huruk | udu-de-coroa-azul, ave da família dos momotídeos, Momotus momota |                  |
| ĩh-yäk-ãy | certo tipo de pássaro, considerado gente na mitologia |                  |
| kám-kë | cricrió-de-cinta-vermelha, ave da família dos cotingéneos, Lipaugus streptophorus |                  |
| keén-yák | nome dado a dois periquitos, aves da família psitacídeos: periquito-de-asa-branca, Brotogeris versicolurus, e periquito-de-encontro-amarelo, Brotogeris chiriri                                                            |                  |
| kokoot | certo tipo de pássaro |                  |
| koog-súk | murucututu, certo tipo de coruja, ave da família dos strigídeos, Pulsatrix perspicillata | V. súk           |
| koog-wẽh | certo tipo de pombo típico do campo |                  |
| koog-wẽh | certo tipo de pássaro típico do mato, considerado gente na mitologia |                  |
| kuayö-ném | certo tipo de pássaro |                  |
| mam-baák-ũj | certo tipo de morcego |                  |
| meméç | jacamim-de-costas-brancas, ave da família dos psofídeos, Psophia leucoptera |                  |
| mete-sĩ́h | certo tipo de pássaro |                  |
| móh | inambu ou inhambu, nome genérico dado às várias aves da família dos tinamídeos |                  |
| wah-san | inhambu-de-coroa-preta |                  |
| móh-pö́g | inambu-de-cabeça-vermelha, ave da família dos tinamídeos, Tinamus major | V. móh           |
| móh-tẽh | inambu-galinha, ave da família dos tinamídeos, Tinamus guttatus | V. móh           |
| mohok | socó-boi, ave da família dos ardeídeos, Tigrisoma lineatum, conhecido regionalmente como cozinheiro |                  |
| moy-tun | urumutum, ave da família dos cracídeos, Nothocrax urumutum |                  |
| muy | certo tipo de pássaro |                  |
| nanaaç-kõo | macuru-de-testa-branca, ave da família dos buconídeos, Notharchus macrorhynchos | V. tɨ́m’          |
| níw’-sɨ́h | certo tipo de pássaro |                  |
| nuh-döw | andorinha-do-rio, ave da família dos hirundinídeos, Tachycineta albiventer | V. sɨsɨɨ́w        |
| nuh-wíh | caracará-do-norte, ave da família dos falconídeos, Caracara cheriway |                  |
| nu-yák | arara-canindé, ave da família dos psitacídeos, Ara ararauna | V. yák           |
| öçö-tat | certo tipo de pássaro |                  |
| öhö-wë́t | guaxe, ave da família dos icterídeos, Cacicus haemorrhous, conhecido regionalmente como japu |                  |
| paca-wë́t | galo-da-serra, ave da família dos rupicolídeos, Rupicola rupicola |                  |
| pãh-pĩg | batuíra-de-coleira, ave da família dos caradrídeos, Charadrius collaris, conhecida regionalmente como maçarico |                  |
| pãpák | certo tipo de pássaro |                  |
| päpäp | coruja-orelhuda, ave da família dos strigídeos, Rhinoptynx clamator | V. súk           |
| piakörö | chora-chuva-preto, ave da família dos buconídeos, Monasa nigrifrons |                  |
| pipin | certo tipo de bem-te-vi |                  |
| pɨ̃rɨ | certo tipo de tucano |                  |
| pṍh | joão-de-barro |                  |
| popo | certo tipo de pássaro comestível |                  |
| saa-hö́m | pica-pau-amarelo, ave da família dos picídeos, Celeus flavus | V. hö́m           |
| sãaw-kãaç | certo tipo de pássaro |                  |
| sän-yák ~ yák-pö́g | araracanga, ave da família dos psitacídeos, Ara macao | V. yák           |
| säsäw-sug | besourão-de-bico-grande, certo tipo de beija-flor, ave da família dos troquilídeos, Phaethornis malaris | V. sug           |
| säwäh | certo tipo de pássaro |                  |
| sẽre-meh-tẽ’ | benedito-de-testa-vermelha, pica-pau da família dos picídeos, Melanerpes cruentatus | V. hö́m           |
| sëra-köç | saracura-três-potes, ave da família dos ralídeos, Aramides cajanea |                  |
| siím | nome dado a algumas andorinhas, aves da família dos hirundinídeos, como a peitoril, Atticora fasciata, e a andorinha-de-coleira, Atticora melanoleuca                                                                      | V. sɨsɨɨ́w        |
| siím-pö́g | andorinha-doméstica-grande, ave da família dos hirundinídeos, Progne chalybea | V. sɨsɨɨ́w        |
| siín-tãw | patinho, ave da família dos tiranídeos, Platyrinchus mystaceus |                  |
| sĩis | 1. tuim-de-bico-escuro, ave da família dos psitacídeos, Forpus modestus; 2. nome genérico para periquitos, aves da família dos psitacídeos                                                                                 |                  |
| sɨɨ́w-sũuy | nome dado a certos sanhaçus, aves da família dos tiraupídeos, como o sanhaçu-da-amazônia, Thraupis episcopus, sanhaçu-do-coqueiro, Thraupis palmarum                                                                       |                  |
| sɨɨ́w-wë́t | rouxinol-do-rio-negro, ave da família dos icterídeos, Icterus chrysocephalus |                  |
| sɨm | mutum, nome genérico das aves da família dos cracídeos |                  |
| sɨm-pö́g | mutum-poranga, ave da família dos cracídeos, Crax alector | V. sɨm           |
| sɨsɨɨ́w | andorinha, termo genérico para as aves da família dos apodídeos |                  |
| sɨsɨɨ́w-pö́g | andorinhão-do-temporal, ave da família dos apodídeos, Chaetura meridionalis | V. sɨsɨɨ́w        |
| sɨsɨɨ́w-tẽh | tesourinha, ave da família dos apodídeos, Tachornis squamata | V. sɨsɨɨ́w        |
| sṍg | nome dado a pelo menos dois tipos de inambus, aves da família dos tinamídeos | V. móh           |
| sṍg-pö́g | inhambu-preto, ave da família dos tinamídeos, Crypturellus cinereus | V. móh           |
| sṍg-tẽh | inhambu-carijó, ave da família dos tinamídeos, Crypturellus brevirostris | V. móh           |
| sóh-para-baw | bacurau-da-praia, ave da família dos caprimulgídeos, Chordeiles rupestris |                  |
| sók | marianinha-de-cabeça-preta, ave da família dos psitacídeos, Pionites melanocephalus |                  |
| sokät-pö́g | tucano-de-bico-preto, ave da família dos ranfastídeos, Ramphastos vitellinus |                  |
| sokät-tẽh | certo tipo de tucano-mirim |                  |
| sokät-yoy | araçari-mulato, ave da família dos ranfastídeos, Pteroglossus beauharnaesii |                  |
| sooy’ | 1. certo tipo de papagaio; 2. nome genérico para papagaios, aves da família dos psitacídeos |                  |
| sooy’-pö́g | papagaio-moleiro, ave da família dos psitacídeos, Amazona farinosa | V. sooy’         |
| sów’ | gralha-de-nuca-azul, ave da família dos corvídeos, Cyanocorax heilprini |                  |
| sug | nome genérico para beija-flores, aves da família dos trocilídeos |                  |
| yún-sug | certo tipo de beija-flor grande |                  |
| sug-pö́g | beija-flor-roxo, ave da família dos trocilídeos, Hylocharis cyanus | V. sug           |
| sug-tẽh | asa-de-sabre-cinza, ave da família dos trocilídeos, Campylopterus hyperythrus | V. sug           |
| súk | coruja, nome genérico para as aves da família dos nictibídeos |                  |
| súk-tẽh | urutau-ferrugem, certo tipo de coruja, ave da família dos nictibídeos, Nyctibius bracteatus | V. súk           |
| suúm | caçula, ave da família dos tiranídeos, Myiornis ecaudatus, conhecido regionalmente como sete-cores |                  |
| táh-duús | parauari-anta, certo tipo de papagaio | V. sooy’         |
| tẽtek | andorinha-do-campo, ave da família dos hirundinídeos, Progne tapera | V. sɨsɨɨ́w        |
| ti’-kẽ’ | nome dado a pelo menos duas aves da família dos cuculídeos, a alma-de-gato, Piaya cayana, e a chincoã-pequeno, Coccycua minuta, conhecidas regionalmente como vira-pajé                                                    |                  |
| tɨh-ni-pö́g-wë́t | guaracava-grande, ave da família dos tiranídeos, Elaenia spectabilis |                  |
| tiköp-tiköp | certo tipo de pássaro, conhecido regionalmente como tico-tico |                  |
| tɨ́m’ | nome dado a várias aves das famílias dos galbulídeos e buconídeos |                  |
| tɨ́m’-këw | jacamaraçu, ave da família dos galbulídeos, Jacamerops aureus | V. tɨ́m’          |
| tɨ́m’-saa | ariramba-do-paraíso, ave da família dos galbulídeos, Galbula dea | V. tɨ́m’          |
| tɨ́m’-tẽh | ariramba-de-bico-amarelo, ave da família dos galbulídeos, Galbula albirostris | V. tɨ́m’          |
| tön-súk | coruja-de-crista, ave da família dos strigídeos, Lophostrix cristata | V. wíh           |
| tötöm’ | surucuá-grande-de-barriga-amarela, ave da família dos trogonídeos, Trogon viridis |                  |
| tóy-hõn | mãe-da-lua, certo tipo de coruja, ave da família dos nictibídeos, Nyctibius griseus | V. súk           |
| tun-wuk | certo tipo de pássaro |                  |
| ũj | morcego, termo genérico |                  |
| ũj-kääç | certo tipo de morcego |                  |
| wã’ | urubu, nome genérico para aves da família dos catartídeos: |                  |
| wã’-baag | urubu-rei, ave da família dos catartídeos, Sarcoramphus papa, conhecido regionalmente também como urubu-branco | V. wã’           |
| wã’-sẽ́’ | cracaraí, certo tipo de urubu | V. wã’           |
| waak | savacu, ave da família dos ardeídeos, Nycticorax nycticorax, conhecido regionalmente como taiaçu-uirá |                  |
| wãas | anu-preto, ave da família dos crotofagíneos, Crotophaga ani |                  |
| wáç-wëw’ | vira-pajé, certo tipo de pássaro |                  |
| wah-san | inhambu-de-coroa-preta, ave da família dos tinamídeos, Crypturellus atrocapillus | V. móh           |
| wa-tara’-kow | certo tipo de pássaro comestível |                  |
| wã-tũç | urubu-de-cabeça-preta, ave da família dos catartídeos, Coragyps atratus | V. wã’           |
| wẽh | pombo, nome genérico para as aves da família dos columbídeos: |                  |
| wẽhep-pöp | pomba-botafogo, ave da família dos columbídeos, Patagioenas subvinacea | V. wẽh           |
| wero-súk | corujinha-orelhuda, ave da família dos nictibídeos, Megascops watsonii, conhecida regionalmente como mãe-da-lua | V. súk           |
| wë́t-säwä’-ti | gritador, ave da família dos tiraninídeos, Sirystes sibilator |                  |
| wë́t-tägä-beew | patinho-de-coroa-branca, ave da família dos tiranídeos, Platyrinchus platyrhynchos |                  |
| wíh | gavião, nome genérico para as aves da família dos acipitrídeos: |                  |
| wíh-duum-sat | cauré, ave da família dos falconídeos, Falco rufigularis | V. wíh           |
| wihi-tim’ | gavião-tesoura, ave da família dos acipitrídeos, Elanoides forficatus | V. wíh           |
| wíh-pö́g | gavião-preto, ave da família dos acipitrídeos, Buteogallus urubitinga | V. wíh           |
| wiis | rendeira, ave da família dos piprídeos, Manacus manacus |                  |
| wisi-böö́y-yap | martim-pescador-grande, ave da família dos alcedinídeos, Ceryle torquatus |                  |
| wohoto-wë́t | flautim-pardo, ave da família dos tiranídeos, Cnipodectes subbrunneus |                  |
| wö́’ | mãe-da-lua-gigante, ave da família dos nictibídeos, Nyctibius grandis |                  |
| wöwöt | certo tipo de pássaro que canta na época da colheita de frutas |                  |
| yãama-wë́t | certo tipo de pássaro |                  |
| yãh-sepe’ | periquito-de-bochecha-parda, ave da família dos psitacídeos, Aratinga pertinax | V. sĩis          |
| yãh-sooy’-tẽh | papagaio-dos-garbes, ave da família dos psitacídeos, Amazona kawalli | V. sooy’         |
| yák | nome genérico para araras, aves da família dos psitacídeos: |                  |
| yák-pö́g ~ sän-yák | araracanga, ave da família dos psitacídeos, Ara macao | V. yák           |
| yák-seew | maracanã-do-buriti, ave da família dos psitacídeos, Orthopsittaca manilata | V. yák           |
| yäk | curica, ave da família dos psitacídeos, Amazona amazonica |                  |
| yäräh-hu’ | trinta-réis-grande, ave da família dos sternídeos, Phaetusa simplex |                  |
| yé’-hörö’ | nome dado a pelo menos três aves da família dos buconídeos: chora-chuva-de-asa-branca, Monasa atra, chora-chuva-preto, Monasa nigrifrons, chora-chuva-de-cara-branca, Monasa morphoeus                                     |                  |
| yé’-wã’ | urubuzinho, ave da família dos buconídeos, Chelidoptera tenebrosa |                  |
| yë́ç | jacu, ave da família dos cracídeos, provavelmente a Penelope jacquacu |                  |
| yit | certo tipo de pássaro |                  |
| yɨ́h | curió, ave da família dos emberizídeos, Sporophila angolensis |                  |
| yɨ́h-wë́t | certo tipo de ave, conhecida regionalmente como pássaro-capim |                  |
| yöög-pɨ | socó-boi-baio, ave da família dos ardeídeos, Botaurus pinnatus, conhecida regionalmente também como cozinheiro |                  |
| yún-sug | certo tipo de beija-flor comestível, caracterizada por seu grande porte e asas brancas |                  |
| hṍp | peixe |                  |
| äj | pirandira, peixe teleósteo caraciforme da família dos caracídeos, subfamília dos characíneos, Charax cf. pauciradiatus |                  |
| baak-hṍp | certo tipo de peixe conhecido regionalmente como curubiça |                  |
| bääh | 1. jacundá-grande, peixe teleósteo perciforme da família dos ciclídeos, Crenicichla sp.; 2. nome genérico para jacundás, peixes teleósteos perciformes da família dos ciclídeos:                                           |                  |
| bääh-hëj | jacundá-liso, peixe teleósteo perciforme da família dos ciclídeos, Crenicichla johanna | V. bääh          |
| bäähä-tãk | certo tipo de jacundá, peixe teleósteo perciforme da família dos ciclídeos, Crenicichla cf. lenticulata | V. bääh          |
| beéç | sarapó-itui, peixe teleósteo gimnotiforme da família dos gimnotídeos, Sternopygus cf. macrurus |                  |
| beéç-tẽh | certo tipo de sarapó, peixe teleósteo gimnotiforme da família dos hipopomídeos, Brachyhypopomus sp. |                  |
| bë́j | jandiá, peixe teleósteo siluriforme da família dos heptapterídeos, Rhamdia laukidi |                  |
| bɨg-kä́’ | certo tipo de peixe |                  |
| bɨj | 1. matrinxã, peixe teleósteo caraciforme da família dos caracídeos, Brycon sp.; 2. nome genérico dos peixes matrinxã: |                  |
| bɨj-duum-hëj | certo tipo de matrinxã vermelho | V. bɨj           |
| bɨj-duum-saa | matrinxã-preto, peixe teleósteo caraciforme da família dos caracídeos, subfamília dos briconíneos, Brycon melanopterus | V. bɨj           |
| bɨj-pö́g | certo tipo de matrinxã grande | V. bɨj           |
| bɨj-tẽh | certo tipo de matrinxã pequeno | V. bɨj           |
| bón | peixe teleósteo ciprinodontiforme da família dos rivulídeos, Rivulus sp. |                  |
| boo’-koog | certo tipo de peixe conhecido regionalmente como daguirú |                  |
| boo’-kööm | certo tipo de peixe conhecido regionalmente como daguirú |                  |
| böhö’-pãt-hṍp | pirandira, peixe teleósteo caraciforme da família dos cinodontídeos, Cynodon septenarius |                  |
| böö́’ | tucunaré, nome dado a vários peixes teleósteos percomorfos da família dos ciclídeos, Cichla spp. |                  |
| böö́’-pö́g | tucunaré-grande | V. böö́’          |
| böö́’-pöhöw | tucunaré-amarelo | V. böö́’          |
| böö́’-sĩk | certo tipo de tucunaré | V. böö́’          |
| böö́h-keet-hṍp | certo tipo de peixe conhecido regionalmente como jandiá |                  |
| böö́h-keet-noon | certo tipo de peixe conhecido regionalmente como jandiá |                  |
| böö́y | 1. trairão, peixe teleósteo caraciforme da família dos eritrinídeos, Hoplias aff. lacerdae; 2. nome genérico para traíra: böö́y-täg-nɨh traíra                                                                              |                  |
| böö́y-täg-nɨh | traíra, peixe teleósteo caraciforme da família dos eritrinídeos, Hoplias aff. malabaricus | V. böö́y          |
| buut | poraquê ou peixe-elétrico, peixe teleósteo gimnotiforme da família dos electroforídeos, Electrophorus electricus |                  |
| buy-rok-deét | peixe teleósteo siluriforme da família dos cetopsídeos, Helogenes marmoratus |                  |
| dëw | pirandira, peixe teleósteo caraciforme da família dos cinodontídeos, Hydrolycus tatauaia |                  |
| doog-muhu’ | certo tipo de tucunaré | V. böö́’          |
| dook | certo tipo de peixe |                  |
| dook-ey | certo tipo de peixe |                  |
| dooko-wöh | jeju-mirim, peixe teleósteo caraciforme da família dos eritrinídeos, Erythrinus sp. |                  |
| dook-pö́g | acarapuru, peixe teleósteo caraciforme da família dos eritrinídeos, Erythrinus erythrinus |                  |
| dööm | acará, nome dado a vários peixes teleósteos perciformes da família dos ciclídeos, como o Laetacara flavilabris: mih-dööm; su’-keét-dööm; tɨh-mi-pö́g-dööm; tõh-dööm                                                         |                  |
| döö́p-hṍp | certo tipo de peixe conhecido regionalmente como curubiça |                  |
| duúç-tɨt | peixe teleósteo siluriforme da família dos tricomicterídeos, Ituglanis sp. |                  |
| hát-wohot | dumé, peixe teleósteo caraciforme da família dos anostomídeos, Leporinus sp.3 |                  |
| häh | nome dado a alguns bodós (cascudos), peixes teleósteos siluriformes da família dos loricarídeos, como o Dekeyseria sp. e o Pseudolithoxus cf. nicoi: häh-taj; súm-häh; tɨh-mi-pö́g-häh; yë́w-häh                             |                  |
| häh-taj | bodó, peixe teleósteo siluriforme da família dos loricarídeos, Parotocinclus polyochrus | V. häh           |
| hẽy’-baah-kẽ́g | peixe conhecido regionalmente como pedreiro |                  |
| hɨ | pirandira, peixe teoleósteo caracifome da família dos cinodontídeos, Hydrolycus sp. |                  |
| hɨ-saa | pirandira-preta, peixe teoleósteo caracifome da família dos cinodontídeos, Hydrolycus sp. |                  |
| hṍp-hõ-täg | certo tipo de sardinha, peixe teleósteo caraciforme da família dos caracídeos, Triportheus albus |                  |
| hṍp-póy | surubim, nome dado a vários peixes teleósteos siluriformes da família dos pimelodídeos: hṍp-poy-hɨ’-ni certo tipo de surubim                                                                                               |                  |
| hṍp-póy-hɨ’-ni | surubim-listrado, peixe teleósteo siluriforme da família dos pimelodídeos, Pseudoplatystoma fasciatum | V. hṍp-poy       |
| hṍp-poyo-tõm’ | peixe conhecido regionalmente como pirabotão |                  |
| hṍp-poy-saa | certo tipo de piraíba, peixe teleósteo siluriforme da família dos pimelodídeos, Brachyplatystoma vaillantii |                  |
| huhu’ | nome genérico dos pacus, peixes teleósteos caraciformes da família dos serrassalmídeos: | V. wë, masabário |
| húhu’-baag | pacu-branco, peixe teleósteo caraciforme da família dos caracídeos, subfamília dos serrasalmíneos, Myleus sp. | V. húhu’         |
| húhu’-hëj | pacu-vermelho, peixe teleósteo caraciforme da família dos caracídeos, subfamília dos serrasalmíneos, Myleus cf. asterias                                                                                                   | V. húhu’         |
| húhu’-yöög | certo tipo de piaba, peixe teleósteo caraciforme da família dos caracídeos, Moenkhausia hemigrammoides |                  |
| huruk | certo tipo de mandi, peixe teleósteo siluriforme da família dos pimelodídeos, Pimelodus ornatus |                  |
| huy | certo tipo de piaba |                  |
| huy-duum-hõ | certo tipo de piaba, peixe teleósteo caraciforme da família dos caracídeos, Jupiaba abramoides |                  |
| huy-tíw-ni | certo tipo de piaba, peixe teleósteo caraciforme da família dos caracídeos, Jupiaba aff. anteroides |                  |
| ɨt | nome genérico para piranha, peixes teleósteos caraciformes da família dos serrassalmídeos: ɨt-kääç; ɨtɨ-kääç; ɨt-nowoh-hëj; púh-ɨt                                                                                         |                  |
| ɨt-kääç | certo tipo de piranha | V. ɨt            |
| ɨtɨ-kääç | certo tipo de piranha | V. ɨt            |
| ɨt-nowoh-hëj | piranha, peixe teleósteo caraciforme da família dos caracídeos, subfamília dos serrasalmíneos, Serrasalmus sp. | V. ɨt            |
| kã’i | certo tipo de peixe |                  |
| puhu-wäg-pö́g | certo tipo de peixe |                  |
| käkääw | certo tipo de piaba, peixe teleósteo caraciforme da família dos caracídeos, Knodus sp.2 |                  |
| käkääw-dëdëm | certo tipo de piaba, peixe teleósteo caraciforme da família dos caracídeos, Moenkhausia oligolepis |                  |
| keen-keet-hṍp | peixe conhecido regionalmente como barba-chata |                  |
| keen-so | certo tipo de peixe |                  |
| kéw | nome dado a vários tipos de piabas: kewe-yun; kéw-nuh-ë’; kéw-tabaa’ |                  |
| kéw-nuh-ë’ | certo tipo de piaba | V. kéw           |
| kéw-tabaa’ | certo tipo de piaba | V. kéw           |
| kewe-yun | certo tipo de piaba | V. kéw           |
| kɨɨm’-hew | peixe teleósteo siluriforme da família dos loricarídeos, Loricaria sp. |                  |
| kooç-täg | peixe conhecido regionalmente como peixe-cachorro |                  |
| koog-saa | peixe conhecido regionalmente como acará-preto |                  |
| koog-yöög | certo tipo de piaba |                  |
| kooh | nome dado a vários tipos de saranas, peixes teleósteos caraciformes da família dos curimatídeos, como o Cyphocharax multilineatus e Curimatella alburna                                                                    |                  |
| kooh-pës-tawak | certo tipo de sarana, peixe teleósteo caraciforme da família dos curimatídeos, Cyphocharax spilurus |                  |
| kooh-pö́g | jaraqui, peixe teleósteo caraciforme da família dos caracídeos, Hemigrammus barrigonae |                  |
| kooh-tẽh | certo tipo de peixe conhecido regionalmente como jaraqui |                  |
| kũ’-nuh | certo tipo de peixe conhecido regionalmente como capadinho |                  |
| kukuy | cuiu-cuiu, nome dado a pelo menos dois peixes teleósteos siluriformes da família dos doradídeos, o Leptodoras cf. linnelli e o Anduzedoras oxyrhynchus                                                                     |                  |
| kurubisa-pë | curubiça, peixe teleósteo beloniforme da família dos belonídeos, Potamorrhaphis guianensis |                  |
| kusërë | certo tipo de piaba, peixe teleósteo caraciforme da família dos caracídeos, Moenkhausia collettii |                  |
| maay | itui-preto, peixe teleósteo gimnotiforme da família dos hipopomídeos, Hypopygus sp. |                  |
| maay-yöög | certo tipo de peixe |                  |
| mah-saa-bari | certo tipo de peixe conhecido regionalmente como itui-de-pacu |                  |
| mama’-yakú | certo tipo de peixe conhecido regionalmente como anujá |                  |
| mapará | certo tipo de peixe |                  |
| masabário | certo tipo de pacu | V. húhu’         |
| meeh-pö́g-baah | certo tipo de sardinha, peixe teleósteo caraciforme da família dos caracídeos, subfamília dos iguanodectíneos, Iguanodectes spilurus                                                                                       |                  |
| meeh-pö́g-bääh-hṍp | certo tipo de sardinha |                  |
| met | certo tipo de piaba, peixe teleósteo caraciforme da família crenuchídeos, Poecilocharax weitzmani |                  |
| mét-täg | patauá-caroço, peixe teleósteo caraciforme da família dos hemiodontídeos, Hemiodus thayeria |                  |
| míh-dööm | certo tipo de peixe conhecido regionalmente como acará | V. dööm          |
| mih-naw-böö́’ | certo tipo de peixe conhecido regionalmente como sarabiano |                  |
| mín-hṍp | certo tipo de peixe |                  |
| mohoh | certo tipo de peixe conhecido regionalmente como cambeu |                  |
| mot | certo tipo de peixe |                  |
| naan | certo tipo de peixe |                  |
| nahaw-yöög | certo tipo de peixe conhecido regionalmente como macucú |                  |
| néw-book | certo tipo de peixe conhecido regionalmente como acará-pintado |                  |
| níw’-book | acará-pintado, peixe teleósteo perciforme da família dos ciclídeos, Heros sp. |                  |
| noho-saa | certo tipo de peixe conhecido regionalmente como jacundá-de-boca-preta |                  |
| nowoh-hëj-hṍp | aracu-de-rabo-vermelho, peixe teleósteo caraciforme da família dos anostomídeos, Leporinus brunneus |                  |
| ó’ | nome dado a pelo menos dois tamoatás, peixes teleósteos siluriformes da família dos calictídeos, Callichthys callichthys e Callichthys serralabium                                                                         |                  |
| ó’-körë́h | certo tipo de tamoatá, peixe teleósteo siluriforme da família dos calictídeos, Megalechis thoracata |                  |
| ow | certo tipo de aracu | V. wohot         |
| páç-hṍp | certo tipo de pescado, peixe teleósteo clupeiforme da família engraulídeos, Anchoviella sp. |                  |
| pas | 1. mandubé, peixe teleósteo siluriforme da família dos auquenipterídeos, Ageneiosus brevifilis; 2. nome genérico para todos os tipos de mandubé: pás-sooç; pás-ut-ni                                                       |                  |
| pas-sooç | certo tipo de mandubé | V. pas           |
| pas-ut-ni | certo tipo de mandubé, conhecido como mandubé-mirim | V. pas           |
| péj-hap-baah | nome dado a vários bodós (cascudos), peixes teleósteos siluriformes da família dos loricarídeos, como o Farlowella cf. schreitmuelleri, o Rineloricaria lanceolata, e o Rineloricaria sp.                                  |                  |
| pẽnásero | certo tipo de peixe |                  |
| pẽy | acará-trovão, peixe teleósteo perciforme da família dos ciclídeos, Satanoperca jurupari |                  |
| pẽy-nowo-tã́g | certo tipo de acará, peixe teleósteo perciforme da família dos ciclídeos, Apistogramma sp.1 |                  |
| pë́n-book-mah-yu’ | certo tipo de peixe |                  |
| púh-ɨt | certo tipo de piranha | V. ɨt            |
| puhu-wä́g | nome dado a vários candirus, peixes teleósteos siluriformes da família dos cetopsídeos, como o Cetopsis cf. parma, o Pseudocetopsis macilentus e o Gelanoglanis sp.                                                        |                  |
| saak-sɨ̃n | certo tipo de peixe conhecido regionalmente como mandi |                  |
| saák-soo-sët | bauari, peixe teleósteo perciforme da família dos ciclídeos, Mesonauta insignis |                  |
| saak-tíh | certo tipo de peixe |                  |
| saay-dɨn | certo tipo de peixe |                  |
| seé’ | arraia, nome dado aos peixes cartilaginosos da classe dos condrictes ou elasmobrânquios, como o Potamotrygon sp.: seé’-píh arraia-mirim                                                                                    |                  |
| seé’-píh | certo tipo de peixe conhecido como arraia-mirim |                  |
| sẽéç-tëg-böö́’ | certo tipo de tucunaré | V. böö́’          |
| sĩmiro | (empréstimo do Tukano) certo tipo de mandi, peixe teleósteo siluriforme da família dos pimelodídeos, Pimelodus cf. albofasciatus                                                                                           |                  |
| sisií’-nów | certo tipo de peixe conhecido regionalmente como serrotão |                  |
| sɨɨp-keet-hṍp | sarapó-branco, peixe teleósteo gimnotiforme da família dos gimnotídeos, Rhabdolichops eastwardi |                  |
| sɨɨp-keet-hṍp-oh | certo tipo de itui, peixe teleósteo gimnotiforme da família dos gimnotídeos, Eigenmannia sp. |                  |
| sɨɨw-daak-nɨh | certo tipo de peixe conhecido regionalmente como tamoatá |                  |
| sɨɨw-të́g | certo tipo de piaba, peixe teleósteo caraciforme da família dos chilodontídeos, Chilodus punctatus |                  |
| sokät-hṍp-duum-hëj | peixe-cachorro, peixe teleósteo caraciforme da família dos acestrorhincídeos, Acestrorhynchus falcatus |                  |
| sokät-hõpo’-pöw | certo tipo de peixe conhecido regionalmente como pirapucú |                  |
| soo | peixe-espada, peixe teleósteo gimnotifome da família dos ranfctídeos, Rhamphichthys rostratus |                  |
| sõow | nome dado a certas piabas, peixes teleósteos caraciformes da família dos lebiasinídeos, como o Copella cf. compta e o Pyrrhulina semifasciata                                                                              |                  |
| su’-keét-dööm | certo tipo de peixe conhecido regionalmente como acará | V. dööm          |
| súk-pãt | certo tipo de sarapó, peixe teleósteo gimnotiforme da família dos gimnotídeos, Gymnotus aff. carapo |                  |
| súm-häh | certo tipo de bodó, peixe teleósteo siluriforme da família dos loricarídeos, Hypancistrus cf. inspector | V. häh           |
| suuy’ | coridora, nome dado a pelos menos cinco peixes teleósteos siluriformes da família dos calictídeos, como o Corydoras tukano e o Corydoras melini                                                                            |                  |
| tat-hṍp | araripirá, peixe teleósteo caraciforme da família dos caracídeos, Chalceus macrolepidotus |                  |
| tãw-yö́w | certo tipo de peixe conhecido regionalmente como jacundá-mirim |                  |
| tëguh-wohot | patauá-caroço, peixe teleósteo caraciforme da família dos anostomídeos, Anostomus anostomus |                  |
| tẽték | carauataí, peixe teleósteo siluriforme da família dos auquenipterídeos, Tatia cf. creutzbergi |                  |
| tẽték-hɨ-ni | certo tipo de peixe conhecido regionalmente como carauati |                  |
| tɨh-mi-pö́g-dööm | acará, peixe teleósteo perciforme da família dos ciclídeos, Aequidens sp.2 | V. dööm          |
| tɨh-mi-pö́g-häh | nome dado a alguns bodós, peixes teleósteos siluriformes da família dos loricarídeos, como o Ancistrus sp.1 e o Ancistrus sp.2                                                                                             | V. häh           |
| tõh-dööm | certo tipo de acará, peixe teleósteo perciforme da família dos ciclídeos, Aequidens sp.1 | V. dööm          |
| tõj | jacundá, nome dado a alguns peixes teleósteos perciformes da família dos ciclídeos, como o Crenicichla sp. e o Crenicichla cf. wallacii                                                                                    |                  |
| tus | certo tipo de peixe conhecido regionalmente como sarapó |                  |
| wah-pa’ | certo tipo de piaba |                  |
| wák-hṍp | nome dado a algumas piabas, peixes teleósteos caraciformes da família dos caracídeos, como o Astyanax sp. e o Moenkhausia comma                                                                                            |                  |
| wäk-wiíh | certo tipo de peixe conhecido regionalmente como sarapó |                  |
| wë | certo tipo de peixe conhecido regionalmente como pacu | V. húhu’         |
| wég-soo | peixe-espada-mirim, peixe teleósteo gimnotiforme da família dos hipopomídeos, Gymnorhamphichthys rondoni |                  |
| wég-yoh-wewég | piroca, peixe teleósteo siluriforme da família dos tricomicterídeos, Stauroglanis gouldingi |                  |
| wewég-baag | certo tipo de mandi, peixe teleósteo siluriforme da família dos heptapterídeos, Pimelodella sp. |                  |
| wewég-péj | certo tipo de mandi, peixe teleósteo siluriforme da família dos heptapterídeos, Mastiglanis asopos |                  |
| wewég-saa | certo tipo de mandi, peixe teleósteo siluriforme da família dos heptapterídeos, Pimelodella aff. cristata |                  |
| wíh-böö́y | certo tipo de peixe |                  |
| wiíh | certo tipo de sarapó, peixe teleósteo gimnotiforme da família dos gimnotídeos, Gymnotus coropinae |                  |
| wirári | arauiri, peixe teleósteo caraciforme da família dos caracídeos, subfamília dos briconíneos, Brycon pesu |                  |
| wohot | aracu, piau, nome dado às várias espécies de aracus, peixes teleósteos caraciformes da família dos anostomídeos |                  |
| wohot-baag | nome dado a pelo menos três tipos de aracus, peixes teleósteos caraciformes da família dos anostomídeos: 1. aracu-riscado, Leporinus agassizii; 2. aracu-três-pontas, Leporinus friderici; 3. aracu-branco, Leporinus sp.2 |                  |
| wohot-bööt-hëj | aracu-listrado, peixe teleósteo caraciforme da família dos anostomídeos, Leporinus sp.1 |                  |
| wohoto-boot | certo tipo de aracu-listrado |                  |
| wohot-saa | aracu-de-pau, peixe teleósteo caraciforme da família dos anostomídeos, Leporinus klausewitzi |                  |
| wóh-tö́g | certo tipo de peixe |                  |
| woóh | certo tipo de peixe |                  |
| wöwön | certo tipo de peixe |                  |
| yãam-hɨ’ | certo tipo de peixe pintado conhecido regionalmente como daguiru |                  |
| yãam-seé’ | certo tipo de peixe |                  |
| yãh-buuh-beej-sak | rabeca, peixe teleósteo siluriforme da família dos aspredinídeos, Bunocephalus cf. knerii |                  |
| yák-hṍp | pirarara, peixe teleósteo siluriforme da família dos pimelodídeos, Phractocephalus sp. |                  |
| yák-hṍp-yöög | certo tipo de piaba |                  |
| yak-tó’-hṍp | certo tipo de juiarana, peixe teleósteo caraciforme da família dos hemiodontídeos, Hemiodus semitaeniatus |                  |
| yak-tó’-hṍp-duum-saa | certo tipo de juiarana, peixe teleósteo caraciforme da família dos hemiodontídeos, Bivibranchia fowleri |                  |
| yay | certo tipo de jeju, peixe teleósteo caraciforme da família dos eritrinídeos, Hoplerythrinus unitaeniatus |                  |
| yay-hĩ́w | certo tipo de peixe conhecido regionalmente como jeju |                  |
| yẽ’ | certo tipo de pacu, peixe teleósteo caraciforme da família dos caracídeos, subfamília dos serrasalmíneos, Utiaritichthys sp.                                                                                               |                  |
| yé’-húhu’ | certo tipo de peixe |                  |
| yë́w-häh | certo tipo de bodó, peixe teleósteo siluriforme da família dos loricarídeos, Hypostomus sp. | V. häh           |
| yíw-ɨt | certo tipo de piranha |                  |
| yó’-tẽh | certo tipo de mandi, peixe teleósteo siluriforme da família dos heptapterídeos, Rhamdia sp. |                  |
| yõh | muçum, peixe teleósteo simbranquiforme da família dos simbranquídeos, Synbranchus sp.1 |                  |
| yóp | certo tipo de peixe conhecido regionalmente como anujá |                  |
| yóp-ũj | certo tipo de peixe conhecido regionalmente como anujá-morcego |                  |
| yöög | piaba |                  |
| yöög-duum-hëj | certo tipo de piaba, peixe teleósteo caraciforme da família dos caracídeos, Moenkhausia diktyota |                  |
| yöög-hëj | certo tipo de piaba |                  |
| yöög-pë | nome dado a algumas piabas, peixes teleósteos caraciformes da família dos caracídeos, como o Bryconops cf. humeralis e o Moenkhausia lepidura                                                                              |                  |
| yuhup-pãt-täk-yap | certo tipo de pacu, peixe teleósteo caraciforme da família dos caracídeos, subfamília dos serrasalmíneos, Tometes sp. |                  |
| yukúrupi | certo tipo de daguiru, peixe teleósteo siluriforme da família dos auquenipterídeos, Centromochlus macracanthus |                  |
| yukúrupi-tɨh-ãy | certo tipo de daguiru, peixe teleósteo siluriforme da família dos auquenipterídeos, Tatia cf. brunnea |                  |
| yum-pɨ̃ | certo tipo de peixe conhecido regionalmente como peixe-agulha |                  |
| sõhóm | caranguejo |                  |
| säsä’ | camarão |                  |
| yó’ | caba, vespa |                  |
| dón | abelha |                  |
| tötöh | borboleta |                  |
| huhúy | cigarra |                  |
| hún | formiga |                  |
| tat | taracuá |                  |
| wíw | tocandira |                  |
| buu’ | cupim |                  |
| sũs | grilo, gafanhoto |                  |
| kɨ̃kɨ́h | lagarta |                  |
| hohoh | sapo, rã |                  |
| dudun | girino |                  |
| hohoh | 1. sapo-cururu; 2. nome genérico para sapos e rãs |                  |
| sɨsɨɨm’ | mosquito |                  |
| buuh | mutuca |                  |
| hö́h | borrachudo |                  |
| hu’ | pium |                  |
| kii | carapanã, pernilongo, muriçoca |                  |
| pop | certo tipo de mosca |                  |
| sääm-hu’ | certo tipo de pium bem pequeno |                  |
| sẽéç-tũri | certo tipo de mosca |                  |
| sɨsɨɨm’ | nome genérico para mosquitos |                  |
| táh-buuh | certo tipo de mutuca |                  |
| yë́w-hohok | certo tipo de mosquito |                  |
| boós | 1. libélula; 2. helicóptero |                  |
| dadáp | barata |                  |
| dön | minhocão |                  |
| kũkúk | certo tipo de carrapato pequeno |                  |
| ném | piolho |                  |
| ném-típ | lêndea |                  |
| nunut | mariposa, bicho-de-luz |                  |
| sáy | centopéia |                  |
| wiwij | certo tipo de libélula |                  |